# Jean Alexandru Steriadi
Jean Alexandru Steriadi (n. 29 octombrie 1880, București, România – d. 23 noiembrie 1956, București, România) a fost un pictor și grafician român, profesor universitar la Școala de Arte Frumoase din București și membru titular al Academiei Române din anul 1948.
A studiat la București cu George Demetrescu Mirea în cadrul Școlii de Belle Arte din București, între anii 1896 până în 1901, apoi la Academia Regală din München și ulterior la Paris. A condus Muzeul Aman, apoi Muzeul Kalinderu și a fost profesor la Școala de arte plastice din București. Steriadi este inițiatorul și promotorul saloanelor de alb-negru în grafică. În prima perioadă de creație, Steriadi a fost preocupat de compoziția de mari dimensiuni, înfățișând scene din viața oamenilor simpli („Hamali în portul Brăilei”, „Chivuțele în Piața Mare”, „Vânzătoare de dantelă”) și de portret, demostrând o sensibilitate receptivă la vibrațiile sufletului uman. Mai târziu a pictat, cu o emoție uneori învăluită de o ușoară melancolie, peisaje urbane și acvatice, colțuri ale vechiului București, imagini din Dobrogea și din numeroasele sale călătorii. Pictura lui Steriadi, de o luminozitate delicat nuanțată, atestă asimilarea celor mai prețioase trăsături ale impresionismului. Desenator talentat, este autorul a numeroase portrete-schiță (în creion sau în peniță), care ating, în grafica românească, o culme a genului prin precizia caracterizării, spiritul de observație, umorul inteligent. Steriadi a practicat cu succes și litografia.
În anul 1912, Jean Alexandru Steriadi a fost ales ca președinte al Societății Tinerimea artistică, funcție pe care a deținut-o până în anul 1917. Artistul român s-a aflat menționat încă de la început împreună cu artiștii de prim rang ai societății: Kimon Loghi, Arthur Verona, Nicolae Vermont, Constantin Artachino, Ipolit Strâmbu, Ștefan Popescu, Ștefan Luchian sau Gheorghe Petrașcu. Steriadi a introdus sistemul organizării prin rotație a expozițiilor personale ale membrilor societății. Un plus de valoare pe care artistul a adus-o, a fost și avantajul pe care Tinerimea l-a deținut astfel datorită relațiilor personale pe care Steriadi le avea în varii medii, precum și o diplomație personală cu ajutorul căreia a aplanat o mulțime de conflicte cauzate de orgoliile inerente ce apăreau cu ocazia manifestărilor de grup. Pictorul a fost adoptat cu entuziasm de către cronicarii Sămănătorului. Din relația pe care a avut-o cu intelectualii care gravitau în jurul revistei, rezultă că identitatea de natură ideatică dintre artist și ideologia promovată de Sămănătorul pare să fi fost totală, pictura artistului satisfăcând gustul și concepțiile celei din urmă.
O dată cu terminarea  Primului Război Mondial și cu înființarea Societății Arta română, Steriadi a devenit membru al acesteia. Arta română a preluat idealurile Tinerimii artistice, care devenise în perioada de după prima conflagrație mondială o mișcare care doar beneficia de aura prestigiului pe care-l obținuse cu mulți ani în urmă.  În anul 1937, pictorul a făcut parte din grupul de artiști care au fondat Asociația Arta, asociație care  a fost un fenomen ce s-a manifestat tocmai datorită unei conciziuni remarcabile și a unei viteze de manifestare a membrilor care au ajuns, practic, să-și trăiască propria clasicitate prin dubla ipostază de întemeietori și stabilizatori. Prin participarea la evenimentele asociației, fondatorii doreau parcă o verificare a propriilor puteri înaintea intrării în posteritate.
Arta sa a fost influențată de Wilhelm Trübner, Heinrich Wolff, Lucien Simon și Ion Andreescu.

## Origini

### O parturiție dilematică
Data nașterii lui Jean Alexandru Steriadi a suferit de-a lungul timpului o serie de incertitudini. Analiștii postbelici au opinat că artistul s-ar fi născut în ziua de 29 octombrie 1880. Alții au optat pentru 29 octombrie 1881 bazându-se pe scrierile lui George Oprescu, care a fost un bun prieten al pictorului. Chiar Steriadi dând un interviu pentru Revista Rampa din 20 mai 1929, a dat anul 1881 ca an de naștere, fără să pomenească ziua.
Istoricul Călin Dan a considerat că izvorul tuturor confuziilor pare să fi fost un necrolog pe care l-a scris Tudor Arghezi pentru Contemporanul din ziua de 30 noiembrie 1956. În stilul său caracteristic, Arghezi a făcut apel la așa zisa „frăție de lapte” a „... [celor] doi prunci care trebuiau să se regăsească târziu, de la scutece și caiete, la pensulă și condei”, fapt imposibil din cauză că Arghezi s-a născut în data de 23 mai 1880. Marele scriitor și poet l-a așezat, astfel, pe Steriadi într-o poveste de basm în care feții-frumoși erau legați într-o dragoste frățească de către o doică și mai apoi, au fost despărțiți până la vârsta maturității.
Jean Steriadi a revenit într-o autobiografie făcută, probabil, prin anul 1950 și a spus că s-a născut în data de 29 octombrie 1880.[A] Incertitudinile de acest fel din biografia lui Steriadi, au constituit o marcă definitorie, un brand, pentru parcursul artistic și pentru întreaga personalitate a pictorului atâta timp cât a trăit. De-a lungul vieții lui, și-a ascuns unele amănunte biografice în spatele unui stufăriș de aparențe ambigue și strălucitoare, destinate tocmai edificării unei măști proteice proprii. Legat de dialectica prieteniei personale și de meșteșug, cultura românească a avut la începutul secolului al XX-lea un privilegiul bizar de a avea un cuplu de artiști care s-au aflat într-o complementaritate ce ducea la absolut. Astfel, Steriadi și-a construit un portret ce strălucea cu rafinamente de tip oriental ce obligă în permanență la nenumărate reveniri, deoarece lipsa de claritate a dualului joc interior-exterioritate s-a complicat prin aspecte ascunse. Pe de altă parte, asceticul Theodor Pallady s-a ascuns într-o armură construită în mod naiv și în văzul tuturor, într-un stil agresiv și tranșant, bazându-se pe complicațiile pe care i le-a adus o existență intelectuală. Ca urmare, întreaga analiză a biografiei artistului trebuie să fie făcută cu o tenacitate susținută, pentru a releva adevărul îndepărtând prejudecățile pe care el însuși se pare că le-a ridicat, într-un eșafodaj sistemic. Jean Alexandru Steriadi a lăsat ca atare posterității rezolvarea propriei biografii, în timp ce Theodor Pallady a fost pentru contemporanii lui, numai un artist.

### Familia
În istorie, există un Constantin Steriade care a fost amintit ca fiind ministrul de finanțe în trei dintre guvernele pe care le-a avut Țara Românească după unirea de la 24 ianuarie 1859, adică înaintea unificării administrative a celor două principate. Acestea au fost guvernele Constantin Al. Crețulescu, Nicolae Crețulescu și Ion Ghica. Istoricul Călin Dan a opinat că acest Steriade ar fi fost probabil bunicul lui Jean Alexandru Steriadi și în același timp cel pe care l-a amintit N. Constantinescu ca fiind beneficiarul dedicației poetice a lui Dimitrie Bolintineanu.
Considerat ca fiind o personalitate meteorică a politicii României moderne, Constantin Steriade a avut și minusuri ce au echilibrat cariera sa fulminantă. Fiul său Alexandru, tatăl viitorului pictor Jean Alexandru, s-a născut în ziua de 12 aprilie 1848. El a avut înclinații artistice începând din copilărie, calități care au fost estompate categoric de părinții săi. Alexandru Steriade a publicat doar sporadic unele din realizările sale, în special desene satirice, în Revista Scrânciobul. Alexandru a fost în schimb, recompensat pe deplin de primul copil Jean Alexandru față de care a avut o grijă părintească în a-i stimula și încuraja preocupările timpurii în domeniul artistic. Alexandru Steriade a fost timp de douăzeci de ani director al reședințelor regale și a fost decorat cu o mulțime de ordine străine și românești. Biografia sa este una învăluită de discreție, chiar dacă, probabil, a fost o personalitate influentă în acea epocă.
Alexandru s-a căsătorit cu Alexandrine Houel, care era de origine franceză. Steriade, tatăl, a dat copiilor săi o educație tipică pentru marile familii burgheze ce activau în domeniul financiar. Adică: lecturi solide, cunoașterea și folosirea unui instrument muzical, o viață bazată pe relații active, cunoașterea limbii franceze și învățarea desenului și a acuarelei având ca destinație finală așa numitele „caiete de salon”. Despre mama pictorului nu se cunosc date biografice. Există în schimb o litografie intitulată Portretul mamei artistului care a fost datată în anul 1920 și care se află astăzi la Cabinetul de stampe al Muzeului Național de Artă al României, în care se vede o apropiere fizionomică însemnată cu cea a lui Jean Steriadi. Conform unui necrolog publicat la decesul tatălui artistului, pictorul a mai avut un frate, de profesie magistrat.

### Precizarea vocației
Avântul artistic pe care Jean Alexandru Steriadi l-a avut încă din copilărie a determinat pentru mai târziu și un gust și o curiozitate pe care acesta o avea față de pictură. Analiștii operei sale au susținut chiar și o aparteneță a pictorului la grupul amicilor lui Nicolae Grigorescu, cel care a avut nenumărate succese în clasa avută a acelor vremuri. Unii cercetători au considerat importantă și atenția pe care Steriadi a manifestat-o pentru opera lui Ion Andreescu, încă din copilărie. Artistul s-a manifestat de timpuriu cu o apetență deosebită pentru muzică și desen. Această realitate a fost confirmată mai târziu, prin faptul că acesta a frecventat cercurile de melomani și prin mențiunile documentare care au făcut referire la prestațiile personale la pian sau la orgă „... acompaniind singur vocea sa de tenor”.
Steriade, tatăl, a tranșat practic dilema carierei fiului său spunând „... dacă mie nu mi-a fost dat să mă fac pictor, cel puțin să am fericirea să te văd pe tine”. Jean a păstrat tatălui său o amintire frumoasă și tandră și relativ condescendentă, considerându-l „... un om foarte cumsecade”.
Jean a urmat cursurile primare la institutul privat Schewitz-Thierin după care s-a înscris la Gimnaziul Dimitrie Cantemir unde l-a avut ca profesor de desen pe Victorian Georgescu. După cum a reieșit din declarația artistului că „... eu eram sa bête noire”, Georgescu nu a apreciat calitățile plastice ale elevului său. A urmat apoi Colegiul Sfântul Sava, unde l-a avut ca profesor de desen pe Ionescu, cel care l-a apreciat la adevărata lui valoare, așa cum reiese tot din declarația sa „... Acesta m-a apreciat. În ochii lui treceam drept unul dintre cei mai distinși elevi la desen”. Cercetătorii au dat valoare de adevăr spuselor lui Steriadi, deoarece studiind lista elevilor de la Sfântul Sava din acei ani se poate vedea că, Jean a fost coleg de generație cu Apcar Baltazar, Camil Ressu, Ion Theodorescu-Sion și Pan Ioanid. Din această declarație lipsește însă Tudor Arghezi.[B]
Steriadi și-a  exprimat cu precocitate frenezia artistică care l-a caracteriat în perioada maturității, consumând toate rechizitele școlare după care trecea la cele ale colegilor, la bănci, precum și la tabla clasei în recreații. Pentru a-și proteja propriile caiete, colegii lui Steriadi îi furnizau în permanență hârtie pentru exercițiu de desen.
La vârsta de 16 ani, Steriadi a contractat o boală gravă după care a urmat anemie. Medicul i-a interzis urmarea cursurilor pe o perioadă de un an de zile. Așa cum și-a amintit artistul mai târziu, el a luat o hotărâre „Ca să nu stau un an degeaba, am intrat la Belle Arte”.

## Studii

### Școala de Belle-Arte din București
În anul 1896, Steriadi a intrat la Școala de Belle-Arte din București, care era întâia instituție a învățământului artistic din România. În acea epocă  „... Școala de Belle Arte era încadrată în învățământul secundar, deși cursurile, concepția despre învățământul artistic erau de formație universitară. Examenele erau alcătuite pe materii predate în sistemul prelegerii universitare, dar notația nu se făcea prin bile albe sau roșii [...] și nici prin note, ca la liceu, ci prin medalii. Cea mai mică clasificare era « mențiune onorabilă ». Unii obțineau medalia de aur sau de argint, dar cei mai mulți se alegeau la sfârșitul anului cu medalia de bronz”. Instituția era localizată la Podul Universității „... în aripa dinspre strada Academiei, având improvizat pe acoperiș un luminator de sticlă ce aducea în ateliere ambianța cuvenită, dar strica arhitectura nobilei clădiri”.
Dacă „... te înscriai la Belle Arte, absolveai sau nu școala, erai considerat elev permanent, elev pe viață. La examene te puteai prezenta fără să fi frecventat cursurile”, ca urmare, atmosfera universitară era de fapt una a boemei marginalizate social tocmai din cauza unui statut ambiguu de funcționare. În opinia cercetătorului Călin Dan, posibilitatea de promovare socială a cursanților ca urmare a absolvirii instituției erau minime. De aceea, cei cu adevărat talentați au căutat să-și definitiveze studiile în Occident, la München sau la Paris. Cei mai puțin norocoși, prin simpla absolvire a școlii, erau mulțumiți cu ocuparea unei catedre de desen la școliile gimnaziale din România. Acesta a fost și cazul profesorului de desen de la Gimnaziul Dimitrie Cantemir – Victorian Georgescu. Oscar Han l-a prezentat pe Georgescu în calitate de bibliotecar al Școlii de Belle-Arte care funcționa în clădirea Monetăriilor Statului, aflată la Șosea:  „... O bibliotecă destul de sărăcăcioasă, abonată la câteva reviste: două englezești, una germană. Dacă nu le vedeam imediat, după câteva săptămâni dispăreau. Biblioteca deținea foarte puține volume. Un bibliotecar bătrân, Victorian Georgescu, venea seara și ne aducea câte o carte-două din biblioteca lui personală. Era un pasionat de carte și își sacrifica mult timp ca să stea între noi”.
La Școala de Belle-Arte nivelul cursurilor era destul de ridicat, chiar dacă profesorul George Demetrescu Mirea a lăsat posterității o imagine destul de șifonată despre aceasta, inclusiv din cauza neînțelegerii fenomenelor care ar fi trebuit să fie trecute prin filtrul contextual al epocii. Steriadi a urmat cursurile acestei instituții timp de patru ani. Profesorii aflați în vogă în acea perioadă, au fost G.D. Mirea, Eugeniu Voinescu și cunoscutul Constantin I. Stăncescu.
În anul 1901, Jean Steriadi a primit o bursă de 200 de lei aur din caseta regală pentru a putea accesa cursurile unei instituții de învățământ artistic din München.

### Academia de Arte Frumoase din München

#### München - Un instinct cultural românesc
Pentru generația artiștilor plastici români care s-au afirmat la pragul trecerii în secolul al XX-lea, accesarea unor cursuri în capitala Bavariei era o etapă importantă și obligatorie care trebuia să fie atinsă. Pot fi enumerați în acest sens Ștefan Luchian, Nicolae Vermont, Kimon Loghi, Constantin D. Stahi, Ipolit Strâmbu, Cecilia Cuțescu-Storck, Octav Băncilă, Ștefan Popescu, Camil Ressu, Nicolae Tonitza, Marius Bunescu, Lascăr L. Vorel și mulți alții. Ei au frecventat Academia de Arte Frumoase din München, precum și numeroase școli particulare, fapt pentru care aceștia au fost pătrunși de marile contraste și tradiții, precum și de viața culturală a acestui mare oraș german.

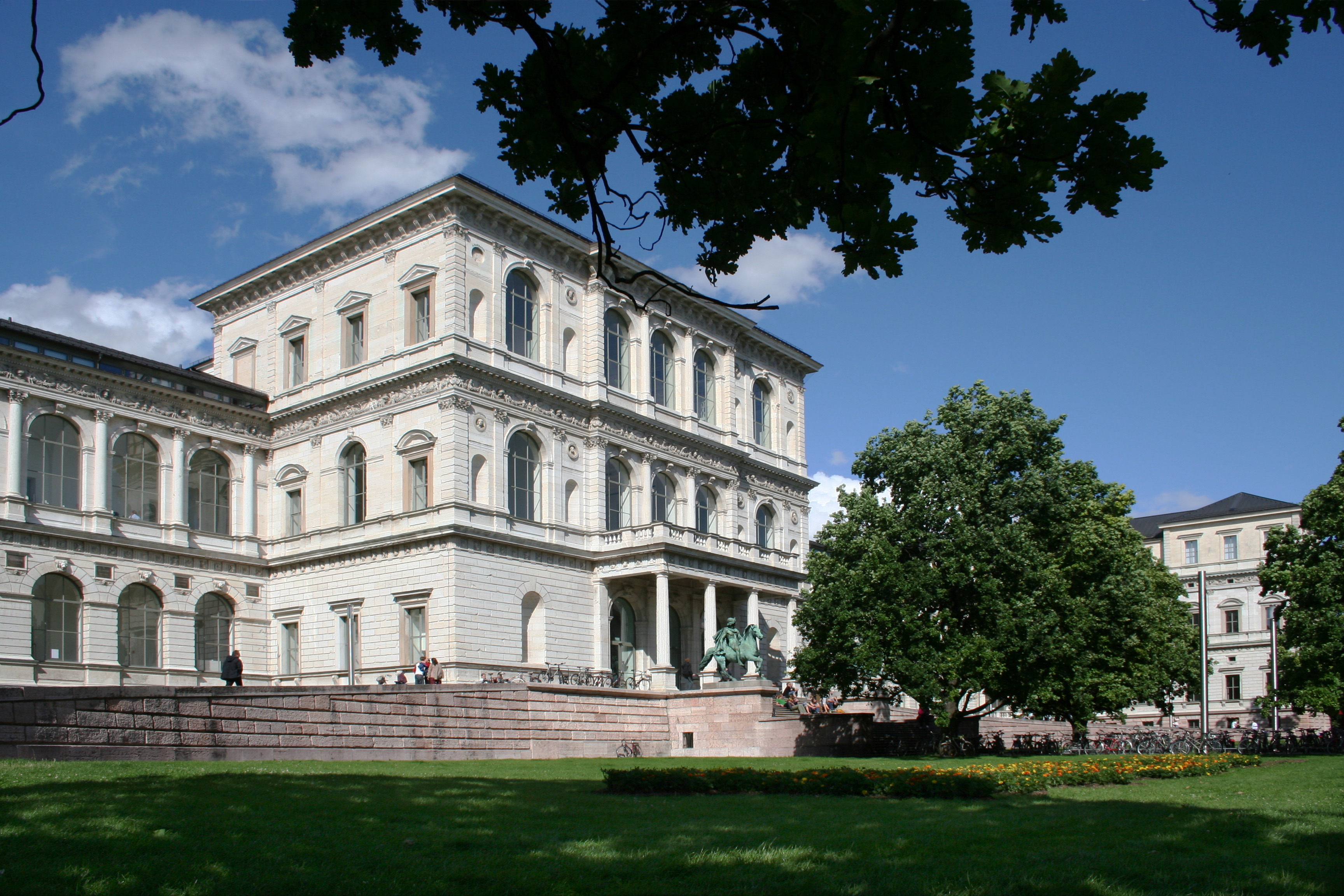
Academia de Arte Frumoase din München

Cu toții au vizitat Pinacoteca veche (Alte Pinakothek), unde erau expuse lucrările lui Hans Holbein cel Tânăr, Albrecht Dürer, Hans Memling, Rubens, Antoon van Dyck, Jusepe de Ribera sau Tizian și aveau loc expozițiile anuale ale secesioniștilor. Au văzut expozițiile de la Kunstverein, ale maeștrilor timpului - Franz Stuck și Franz von Lenbach, precum și Gliptoteca de la München cu pereții de roșu pompeian, ce puneau în valoare marmurele antice de un alb-gălbui. De asemenea, au fost la Opera Bavareză de Stat (Bayerische Staatsoper) unde predominau repertoriile lui Richard Wagner, au intrat în cafenele și anticariate, s-au plimbat prin Parcul englez din München (Englischer Garten) și au simțit că Münchenul exala propria-i personalitate și spiritualitate. Nu au rămas insensibili la toate acestea, pentru că  „... destui, artiști străini așezați acolo se simțeau în capitala Bavariei ca în vechea Atena, ori în Florența Renașterii”.
Cu toate că marea artă din acea epocă se făcea în capitala Franței, istoricii de artă au constatat un comportament simptomatic al artiștilor români. Toată pleiada de plasticieni, dintre care unii care au jucat roluri importante în contextul culturii din România, au considerat că instrucția bavareză era o necesitate pentru cine dorea să-și facă un nume în plastica românească. Semnificativ în această expunere de motive, este comentariul pe care Camil Ressu l-a făcut referitor la această stare de fapt, spunând că „[...] rareori, pe atunci, un tânăr cu aspirații s-ar fi gândit că ar putea să-și facă studiile în altă parte decât în Germania, sau măcar la Viena”. Acest imperativ de natură socială a satisfăcut și pe colegul său de Școală de Belle-Arte din București – Jean Alexandru Steriadi. În acest fel, precum și prin exemplul lui Steriadi, s-a probat la nivel istoric în privința evoluției artelor în România, că o voință colectivă născută dintr-o tradiție educațională în acest domeniu a reglat mișcările capacităților și forțelor de natură individuală pornite dintr-un instinct cultural de masă.
În opinia lui Călin Dan, școala bucureșteană oferea un studiu preparator de tip academic, care-l trecea în final pe bursierul român într-o etapă superioară, de tip coercitiv, în capitala bavareză. La München, disciplina Academiei de Arte Frumoase era una severă și influența ei asupra atmosferei oficiale ce impregna viața orașului era una evidentă și plină de substanță. Totul, inclusiv contactul cu marile galerii muzeale era menit să potenteze creativitatea individuală și nu să o sufoce, așa cum se considera în mod uzual. În viața oricărui artist român care s-a școlit aici, Münchenul a reprezentat o confruntare cu problemele de înnoire a limbajului. Contactul ulterior pe care l-a avut cu Parisul a reprezentat adăugarea de noi elemente la o sinteză care mai apoi a devenit una originală. Desigur că teoria susținută de Călin Dan nu este una generalizatoare, deoarece există personalități artistice care au ignorat „varianta müncheneză” și care au urmat cursuri doar la instituțiile pariziene.

#### München - Pregătirea pentru admitere
Examenul de admitere la Academia de Arte Frumoase din München era unul foarte dificil. De aceea, în acele timpuri au proliferat în oraș o mulțime de ateliere și școli particulare la care au predat uneori chiar profesorii academiei. Mulți dintre artiștii veniți la München se mulțumeau cu ce învățau prin aceste școli, considerate a fi preparatorii.
După declarațiile sau comentariile care au rămas posterității de la Jean Alexandru Steriadi, a rezultat că acesta s-a pregătit în vederea admiterii la academie în școala privată de pictură și desen a lui Moritz Weinholdt. Aici, studenții aveau săli separate în funcție de sexe și disciplina era una foarte severă. Moritz s-a născut la Dresda în anul 1861 și a fost elevul lui Wilhelm von Diez la Academia de Arte din München. Era specializat în tematica nudurilor și a fost membru al Secesiunii müncheneze (Münchner Sezession, fondată în anul 1892). A murit la München în anul 1905.

#### München - Studentul Steriadi și profesorii săi
Jean Alexandru Steriadi a zăbovit la München aproape doi ani de zile. După ce a părăsit atelierul lui Moritz Weinholdt a devenit studentul academiei din inima Bavariei. Instituția de învățământ nu era o autoritate de necontestat ce dicta regulile artei oficiale și nici gustul publicului. Steriadi a lucrat în timpul studenției și în atelierul lui Wilhelm von Diez care era în acei ani o adevărată celebritate. Ca profesor era cel mai solicitat din tot grupul didactic al academiei, aceasta și datorită unui conflict îndelungat din care a ieșit învingător, cu mentorul său – Karl Theodor von Piloty. Acesta din urmă, împreună cu Franz von Lenbach și Hans Makart au susținut academismul istoric ce se baza pe linia rigidă a portretelor monumentale și a scenelor eroice. Diez s-a asociat cu Wilhelm Leibl și au polarizat în jurul lor tinerimea artistică și ca urmare, pictura lor a făcut vogă în ultimele decenii de sfârșit al secolului al XIX-lea. Din acea generație de artiști, considerați presecesioniști, au făcut parte Ernst Zimmermann, Ludwig von Löfftz și Wilhelm Trübner. Pictura artistul român din perioada 1903-1909 a avut astfel multe asemănări cu cea a lui Trübner.
Pictura lui Wilhelm von Diez a suportat urmările contactului cu ideile mișcării Jugendstil și cu ideologia romantismului revoluționar, care propovăduiau niște concepte liberale și idealuri de unitate națională, precum și cu pictura de tip Bidermaier. Toate acestea au avut un rol important în formarea concepției despre artă a lui von Diez. Aceasta este o sinteză bizară și tipic müncheneză, între o viziune realistă care s-a bazat pe ecourile lăsate de mai micii maeștrii olandezi (Philips Wouwerman și Brouwer) și o tematică romantică. Von Diez a pictat până la epuizare tematica Războiului de Treizeci de Ani, după care a tratat tematica țărănească înfățișând scene din Bavaria rurală. Pictura sa a rămas tributară unei viziuni tonale în care luminile strălucitoare și umbrele adânci afișează un clarobscur prevestitor al noii facturi a impresioniștilor germani.
Al doilea profesor al lui Steriadi a fost Gabriel von Hackl care era și el un fost elev al lui Karl von Piloty. Hackl a fost mai apropiat de ideile lui Piloty decât Diez și a predat desenul timp de patruzeci de ani la Academie, însă pictura sa era în mod vădit academistă deoarece prezenta teme ample, religioase și istorice. Din aceste cauze nesatisfăcătoare, Seriadi a simțit imboldul de a se înscrie, în paralel, la Școala de grafică a lui Heinrich Wolff și Ernst Neumann-Neander. Școala privată a lui Wolff a funcționat doar doi ani de zile, între 1900 și 1902, deoarece acesta a plecat la Școala de Belle-Arte din Köningsberg ca profesor. Wolff stăpânea o serie de tehnici artistice: gravură, xilogravură, acvaforte, litografie, acvatintă, tipar adânc (tifdruc), vernis moale, multiplicarea cu presa tipografică manuală (Schwarze Kunst), până la „Schabpapier”.
Steriadi a venit la München dintr-un mediu în care nu exista vreo preocupare către efemeritatea desenului. În același mediu, gravura era confundată cu reproducerile tipografice. Principalul beneficiu pe care l-a obținut la Academie a fost contactul cu o programă de învățământ artistic, impregnată de o cultură clasică, în care era integrat circuitul - muzeu - sală de curs - bibliotecă - Salon. A avut de la Wolff o revelație a gravurii și a văzut rolul graficii în artele plastice.
Chiar dacă Academia de Arte Frumoase din München primea studenți din toate colțurile lumii, mirajul Parisului era unul puternic. Astfel, Marius Bunescu a văzut pentru prima oară opere realizate de Édouard Manet în capitala Bavariei și Camil Ressu a menționat că „... studenții se adunau și pictau, după metoda germană, pe dimensiuni și în mărime naturală; în pauza modelului se adunau discutând cu animație; auzeam numai nume de pictori francezi, iar Cézanne revenea, ca un laitmotiv, la fiecare frază. Elevii aduceau monografii frumos tipărite după tablourile pictorilor francezi, pe care le contemplau fascinați, în exclamații de extaz: „Sehr originell, wunderschön, kolossal, repetând stereotip: nach Paris, nach Paris!”
Steriadi a petrecut astfel, peste un an și jumătate la München, timp în care l-a cunoscut pe Lascăr Viorel și pe poetul Ștefan Octavian Iosif. După această perioadă, el a plecat la Paris.

### Academia Julian

#### Paris - caracterul artei la începutul secolului al XX-lea
La începutul secolului, Parisul trăia complicata dramă a artei moderne. Furtuna impresionistă declanșată de Claude Monet cu pictura sa din anul 1872 intitulată Impresie, răsărit de soare - aflată astăzi la Musée Marmottan din Paris și care a fost expusă la prima expoziție impresionistă din anul 1874, se încheiase. Opera lui Édouard Manet, precursor al impresionismului cu lucrarea Dejunul pe iarbă din anul 1863, participant la „Salonul refuzaților” din același an și cel care a scandalizat lumea artistică cu Olimpia la Salonul din 1865, ajunsese să fie expusă la Luvru. Colegii acestuia, participanți la expoziția „Societății anonime a pictorilor, sculptorilor și gravorilor” care a fost deschisă în atelierul lui Félix Nadar, erau cei mai bine vânduți pe piața de artă. Magazinul lui Bernheim Jeune era plin de picturi realizate de Pierre-Auguste Renoir, Monet, Pissarro, Berthe Morisot și Sisley. Paul Durand-Ruel făcea programări pentru vizitatorii care-i călcau vastul domeniu, în care expunea peste 500 de piese care făceau parte din propria-i colecție de artă. Printre exponatele lui Durand se găseau baigneusele lui Paul Cézanne și nuferii pictați de Monet la Giverny.

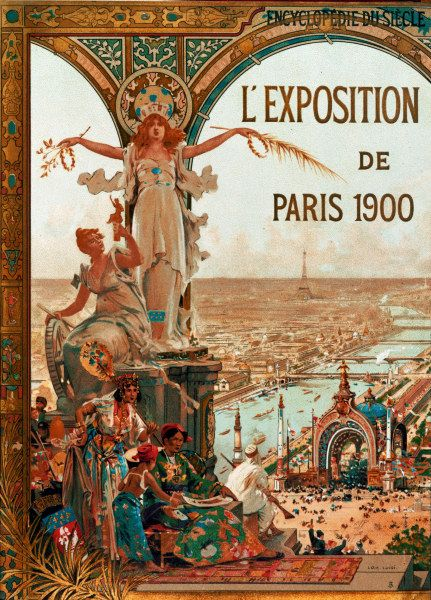
Afișul Expoziției universale din anul 1900
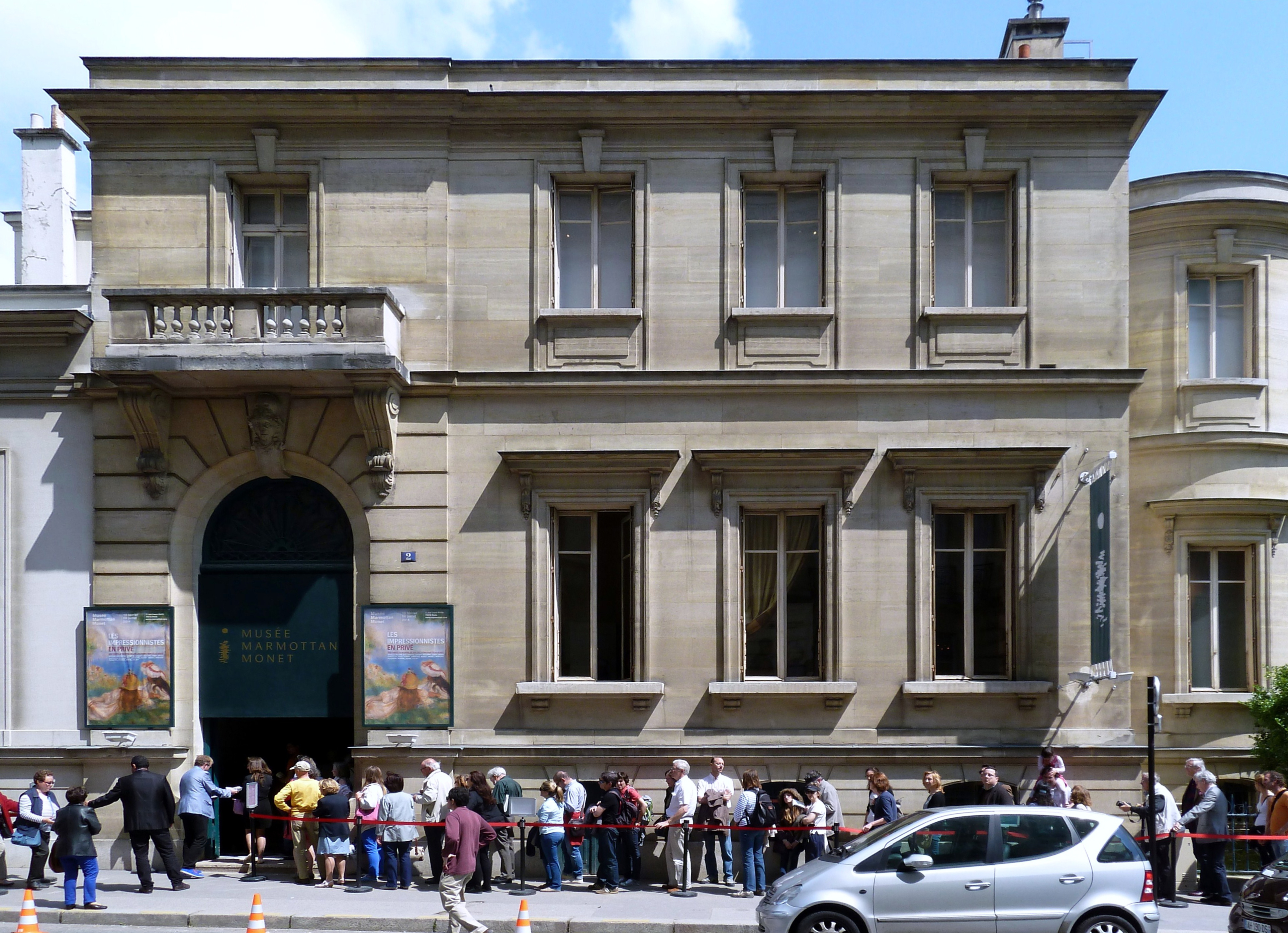
Musée Marmottan Monet din Paris
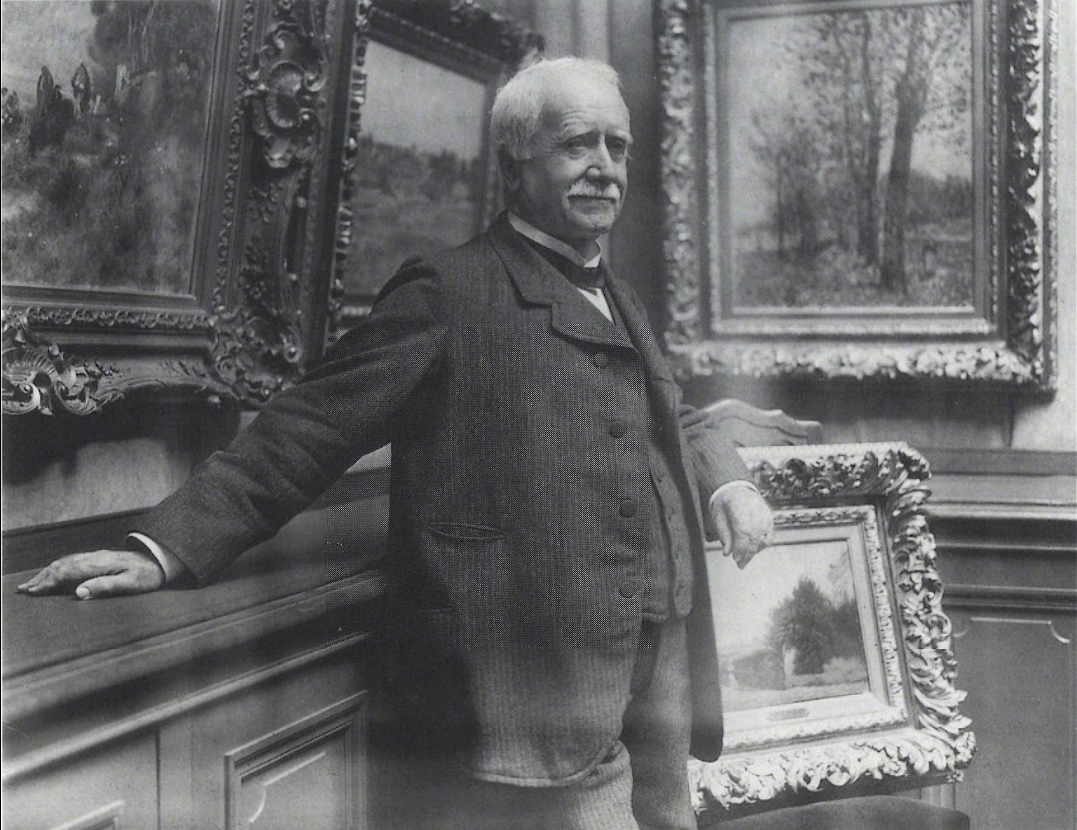
Paul Durand-Ruel și colecția
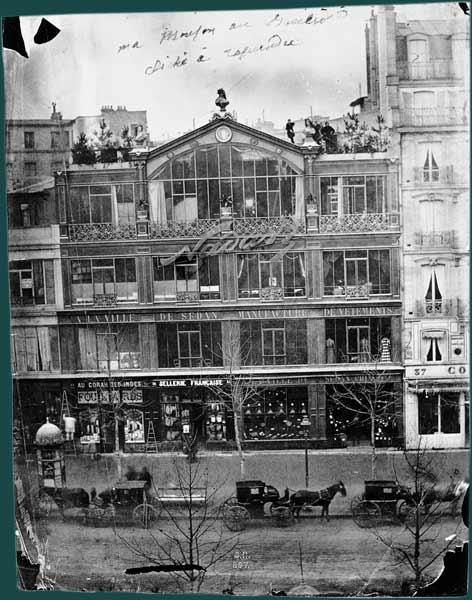
Atelierul lui Félix Nadar de pe boulevard des Capucines no. 35 (foto de Nadar)
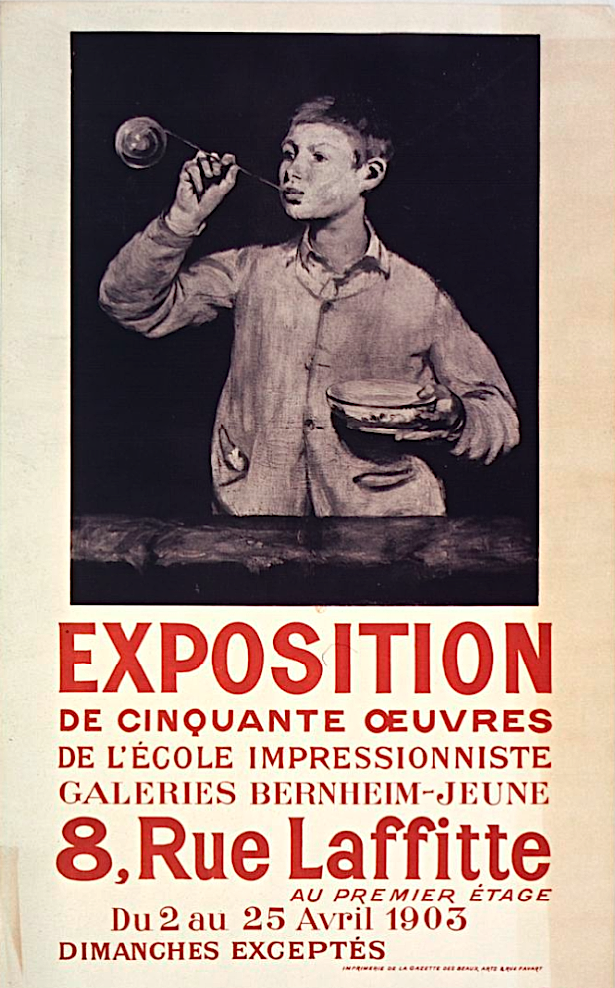
Afișul Expoziției impresioniștilor din anul 1903 de la Galeriile Bernheim-Jeune

O colecție importantă din opera lui Cezanne putea fi văzută inclusă fiind în colecția lui Auguste Pellerin din Rue de Madrid, care avea o selecție reprezentativă legată de istoria impresionismului și postimpresionismului. În acești ani a apărut și reacția împotriva impresionismului, prin apariția neoimpresioniștilor care au fundamentat în mod științific, revoluția pe care o începuseră predecesorii lor cu mai bine de 50 de ani înainte. Aceștia au fost Van Gogh, Gauguin și Toulouse-Lautrec. Ei au aplicat legea alternărilor firești de atitudini și tendințe care relevau trăsăturile esențiale ale momentelor cu densitate ideatică din istoria artelor.
Bazată pe argumentele esteticii simboliste și pe fondul înfloririi culturale pe care curentul Art Nouveau l-a adus în artele plastice, s-a deschis Expoziția din anul 1900 care a reușit să pună în discuție concluziile care trebuiau a fi trase ca urmare a trecerii unui secol animat, fertil și agitat de cele mai nobile idealuri. Este binecunoscut rolul pe care Pavilioanele Coloniilor, ce expuneau arta exotică, l-au avut în apariția unor noi curente artistice așa cum au fost fauvismul, cubismul, pictura naivă și expresionismul.
La Paris, ca și Munchen, existau o mulțime de școli de artă atât de stat, cât și particulare. Aici trudeau elevii și studenții făcând mulaje din ghips sau crochiuri în fața modelelor. Parcursul obligatoriu presupunea și studiul operelor vechilor maeștri prin galeriile Luvrului.

#### Paris - Studentul Steriadi și profesorii săi
În anul 1903, Steriadi s-a înscris la Academia Julian. În acel an, Jean-Paul Laurens era unul dintre cei cunoscuți și mai autoritari profesori ai acestei instituții de învățământ. El era recomandat de o biografie și de un renume al așa zisei „la grande peinture" ce atinsese cele mai înalte culmi. Acesta debutase la Salonul oficial din anul 1863 cu celebra lucrare intitulată Moartea lui Cato la Uttica, obținuse medalia a treia la Salonul oficial din 1868, participase la Premiul Romei, era membru al Academiei, era directorul Academiei de Artă din Toulouse, membru al Institutului pe locul ce rămăsese vacant din momentul decesului lui Ernest Meissonier și era ofițer al Legiunii de onoare. Laurens urma în cronologia celebrităților lui Delaroche și era ultimul reprezentant al școlii istorice franceze și picta portrete și naturi statice într-o factură proprie, picturi care în ziua de astăzi au devenit mai apreciate decât compozițiile de natură istorică, sau decorațiile sale murale care astăzi suferă uneori de un patetism penibil.

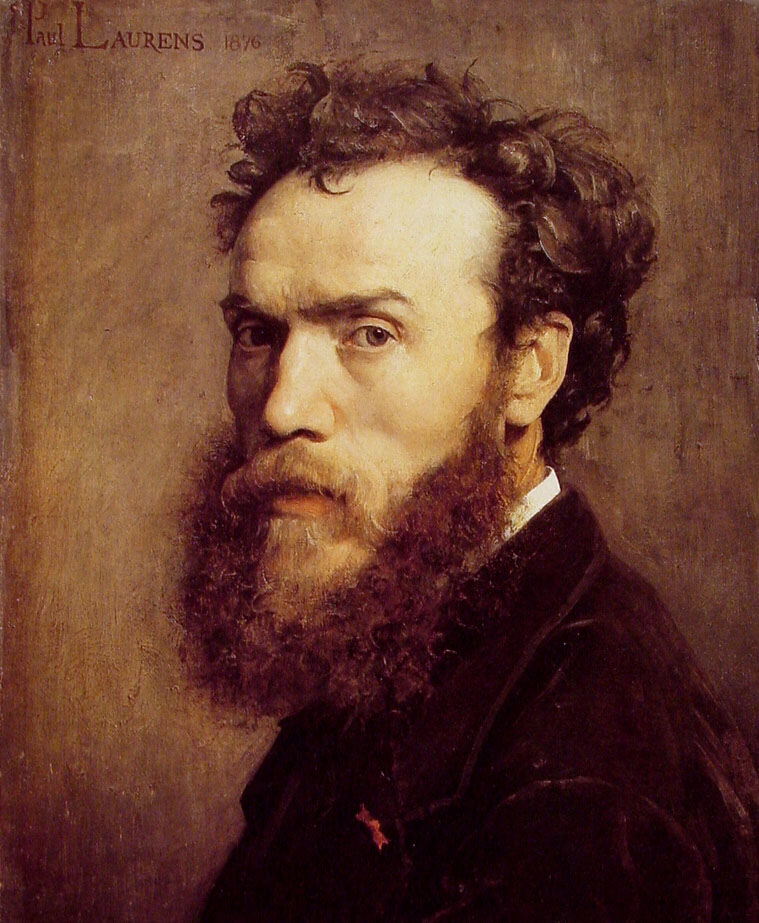
Jean-Paul Laurens - autoportret (1876)

Jean Paul Laurens a pus la fundamentul concepției sale despre artă – desenul, urmând tradiția neoclasicismului și moștenirea pe care Ingres a lăsat-o posterității. Elocvente în acest sens sunt ilustrațiile de carte pe care le-a realizat pentru Imitațiunea lui Cristos (The Imitation of Christ) a lui Thomas a Kempis și pentru Faust a lui Goethe, folosind cu precădere gravura. Latura pedagogică a lui Laurens era de o mare onestitate, el practicând cu asiduitate corectura în relația sa cu elevii pe care-i cunoștea foarte bine. Ca urmare, el obișnuia să le gratuleze evoluțiile, în același timp împărțind cu mare parcimonie sugestiile și observațiile.
O dată cu Steriadi, în acei ani au sosit la Paris și Camil Ressu și Ion Theodorescu-Sion. Așa cum și-a amintit Ressu:
„... Elevi de toate naționalitățile și de toate vârstele, pregătiți sau novici, veniți din toate părțile lumii să-și cerce talentul și norocul la Paris, se înscriau la Academia Julian [...] Scurte treceri au [...] avut pe aici concetățenii Lăzărescu, Țincu, Poitevin-Scheletti [...] și autorul frescei Ateneului, Costin Petrescu, pe când alții, ca Steriadi, Stoenescu și Mützner [...] au rămas credincioși atelierului lui Jean-Paul Laurens. Excelent profesor, acesta nu se oprea la corectură decât la elevii ale căror lucrări îi deșteptau atenția, lucru considerat ca o deosebită distincție. Celor nărăviți în formule gata căpătate, le arunca în treacăt „vous etes un grand artiste”, cuvinte scandate tact bătut cu călcîiul de întreg atelierul [...] cu o barbă ca dintr-o figură antică stilizată, aspru ca un Socrate tăiat în piatră, vorbea frumos rulând pe r ca orice francez din sud. Cu nelipsita lui țigară, ce n-o părăsea nici când vorbea, arăta, citând exemple din operele maeștrilor, erorile și drumul către care tinde personalitatea elevului. Nu împieta asupra individualității lui și nu-i atingea niciodată lucrarea, ci doar se uita la paletă, indicându-i culorile alterabile și deci de neîntrebuințat. iubit și admirat, ne grămădeam în jurul profesorului, ascultându-i lecțiile: adevărate probleme de pictură, pagini de istoria artelor”.
----- Camil Ressu: Însemnări, Editura Meridiane, București, 1967, pag. 29-30
La Academia Julian curricula era aceeași ca și la instituțiile similare din capitala Bavariei, cu excepția faptului că aici nu exista acea includere totală într-un mecanism exact a cărui menire era tocmai formarea elevului până la perfecțiune. Distanța dintre Academie și școlile particulare era una mare vis-a-vis de mentalități, deoarece ele nu mai reprezentau ca la München un stadiu preliminar de pregătire pentru accesarea instituției academice. Până și mediul parizian era cu totul altul față de cel german. La Paris muzeele, galeriile de artă și însăși istoria și efervescența înnoirii artistice plasau studentul în mijlocul unei atmosfere, în care dialogul era diferit de cel mūnchenez. La toate acestea se adaugă plain-air-ismul care era deja trecut la capitolul de tradiții, el având o vechime de cincizeci de ani.
Deoarece revoluția impresionistă își fundamentase tipologiile și își redactase deja concluziile, totul era direcționat către manieră și totul devenise deja o dogmă. După douăzeci de ani după ce plecase de la Paris, Jean Alexandru Steriadi și-a amintit că în această perioadă era cu totul cuprins de febra picturii impresioniste. Însă, relația sa cu acest curent al artei se va decanta cu mult mai târziu în cariera sa. În timpul studiilor de la Paris, el avea nevoie de modele și faptul că nu s-a oprit la Jean-Paul Laurens sugerează analiștilor săi că el simțea nevoia unei schimbări. Ca urmare, întâlnirea sa cu pictorul Lucien Simon pare să fi fost o adevărată revelație. El a menționat mai târziu, în anul 1906, într-o scrisoare adresată tatălui său, că:
„... Am fost foarte fericit că am făcut cunoștința lui Simon; la el acasă am văzut o grămadă de picturi, desenuri și acuarele superbe. Mi-au plăcut foarte mult două copii după Velasquez și două acuarele după Botticelli. În orice caz, nu voi lăsa această admirabilă ocaziune de a mă apropia de un pictor atât de interesant”.

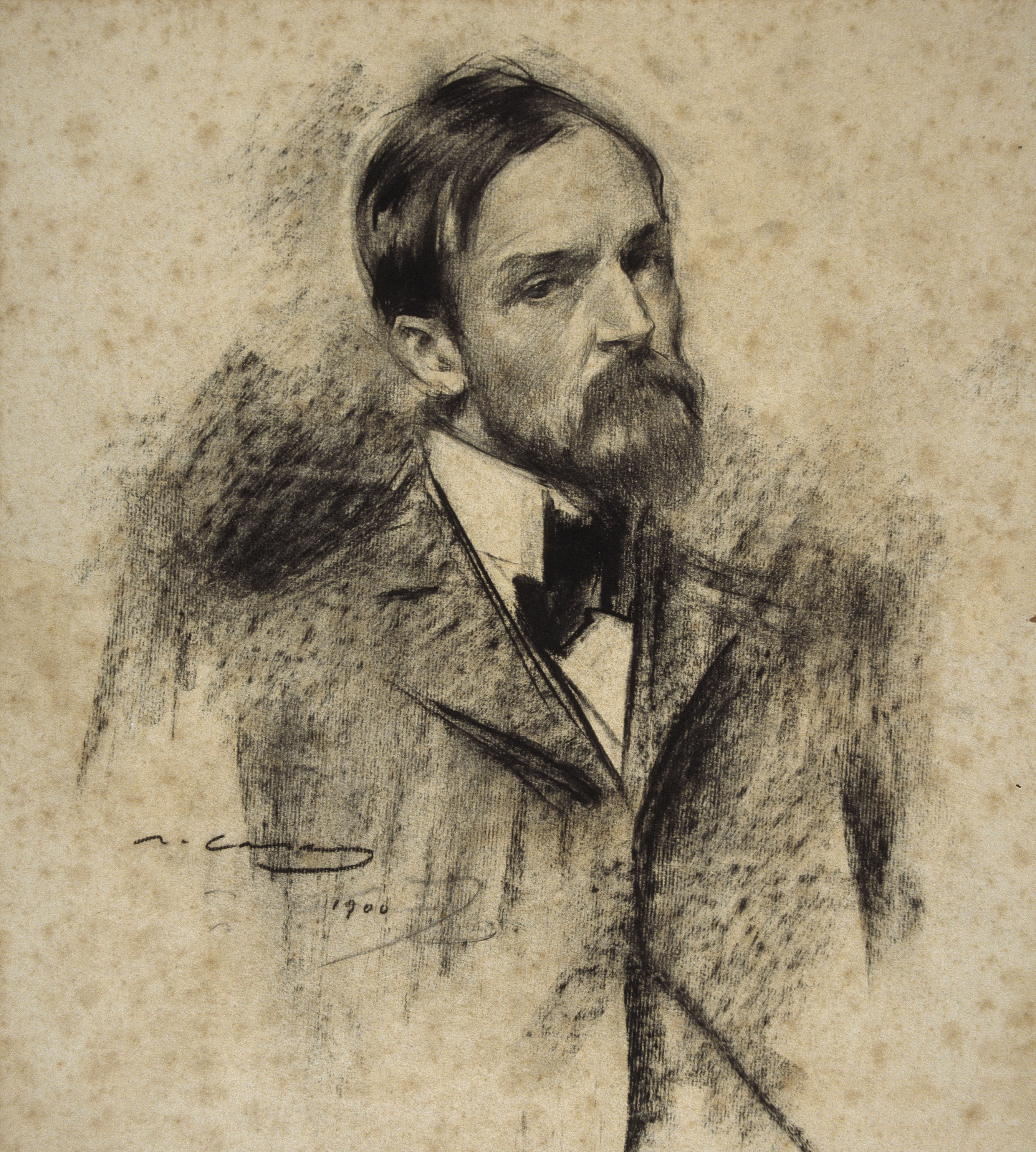
Lucien Simon- portret de Ramon Casas (1900)

Lucien Simon a obținut și el medalia de aur la Salonul oficial, era ofițer al Legiunii de onoare, membru al Institutului și i-a fost acordat în anul 1933 titlul de „Pictor al Marinei”, cu toate că el nu era un absolvent tipic al Academiei de Artă de la Paris. Simon era un excelent portretist, practica pictura de gen și își alegea tematica din lumea bretonă. Deoarece Bretania oferea un pitoresc al peisajelor și al oamenilor din lumea rurală încă nepângărit de revoluția industrială, s-a format un nou curent artistic, impropriu numit „Școala bretonă”, care era format în principal de artiști care proveneau din alte locuri. În opinia istoricului Călin Dan, această școală nu era una regională, ci era mai mult o aplicație etnografică a realismului devenit deja o tradiție lansată de Gustave Courbet. Lucien Simon practica o paletă mai luminoasă și o pictură de o factură libertină prin comparație cu Charles Cottet sau Dauchet. El a fost influențat de picturile cele mai bune ale lui Frans Hals, fapt care reliefează la nivel istoric, că lupta contra academismului avea cam aceleași argumente atât la instituțiile de învățământ artistic parizian cât și la cele mūncheneze.
În concepția studentului Steriadi, a opinat Călin Dan, Lucien Simon reprezenta o sinteză acceptabilă dintre libertatea impresionismului și realismul de tip mūnchenez ce era îmbibat de un sentimentalism mic burghez, de tip romantic, cu viziunea Stilului Biedermeier. Cu siguranță, cromatica strălucitoare, tușa rapidă, amploarea lucrărilor lui Simon au constituit  acel „juste millieu”  pe care artistul român l-a dorit a fi aprofundat în parcursul formării sale. Cum școala particulară pe care o conducea Simon era una foarte bine cotată la Paris în acele vremuri, Jean Alexandru Steriadi a purces la plein-air în Bretania, acolo unde se găseau pe atunci și Ștefan Popescu, Cecilia Cuțescu-Storck sau Gheorghe Petrașcu. Astfel, Steriadi a prezentat la Salonul de toamnă un peisaj pe care l-a realizat la Concarneau. Mult mai târziu, pictorul român a povestit cu câtă speranță a așteptat rezultatut juriului care, în final, l-a umplut de fericire și a fost admis la Salon. În continuarea povestirii destul de amuzante de altfel, a relatat stupoarea ce l-a cuprins când și-a căutat tabloul pe pereții expoziției și cu câtă greutate a reușit să-l identifice, menționând că „... De atunci mi-am format convingerea că la o expoziție colectivă, dacă vrei să fii remarcat, trebuie să trimiți pînze cît mai mari cu putință”.

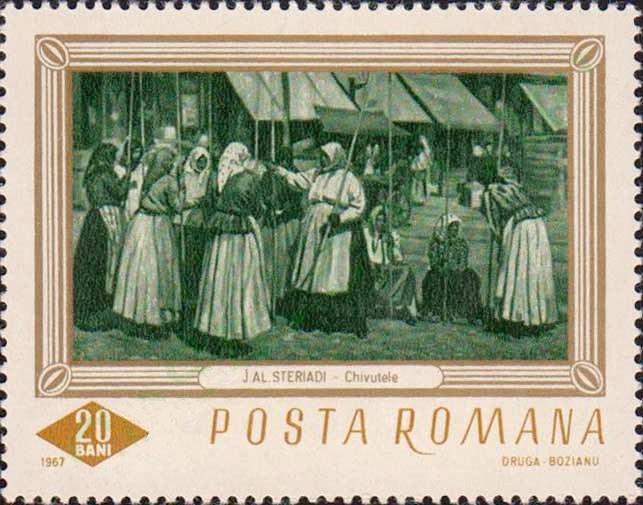
Chivuțele din Piața Mare - timbru (1967)

După ce a tras concluziile de rigoare la închiderea Salonului de toamnă de la Paris, Steriadi a început să lucreze lucrări mai mari. Una dintre ele este cea intitulată Chivuțele din Piața Mare. Conform criticului George Oprescu, Chivuțele au amprenta influenței lui Lucien Simon, exponentul unor astfel de realizări ce erau specifice gustului acelor vremuri, și că „... opinia publică a timpului încurajează astfel de întreprinderi curajoase. În mai toate expozițiile mari se găsesc cîteva din aceste pînze, străbătute de un suflu epic sau dramatic”. Mențiunea lui Oprescu este una ce explică doar o latură a adevărului, cealaltă parte fiind declarată de însuși pictorul: „... tabloul a avut mare succes de curiozitate. Nimeni nu știa ce înseamnă, sau ce meserie pot avea femeile cu niște mături în spinare”. Steriadi nu s-a depărtat de tărâmul picturii și a îmbinat cu abilitate  flatarea slăbiciunilor unui public nerăbdător de a vedea anecdote și curiozități, cu un anumit fel de frondă malițioasă.
În anul 1905, Jean Alexandru Steriadi a cunoscut-o pe Nora Condrus, cea care-i va deveni mai târziu soție. S-a împrietenit cu Camil Ressu și mergea împreună cu acesta la Ștefan Popescu (Popicu), unde era invitat adesea la cină. Camil Ressu, prin scrierile pe care le-a lăsat posterității, a povestit și de Nicolae Vaschide – psihiatru, elev al lui Binet și promotor al ideilor freudiene ca urmare a cercetărilor pe care le-a făcut la Sorbona și Villejuif. Vaschide era o persoană ce avea pe lângă o cultură deosebită, o vastă rețea de relații culturale și mondene în societatea pariziană. Ressu a făcut comentarii referitoare la Vaschide:
„... În locuința lui din rue Notre-Dame-des-Champs se perinda o lume cosmopolită, ca în holurile marilor hotele: Maharadjahul de Kajpur, Yvonnette de la Folies Bergeres, noul ambasador al Japoniei, un palicar din Brăila, calculator rapid din memorie, conservatorul muzeului Luxembourg, mimetista miss Ellen, amicul Steriadi, un mediu somnambul din Bâle, artiști esteți, oameni de știință, persoane de toate vîrstele și din toate mediile, un muzeu cabalistic de figuri curioase, modele pentru studiile de psihiatrie ale lui Vaschide”.
Ținând cont de toate aceste experiențe mūncheneze și pariziene la care se mai adaugă și o călătorie pe care a făcut-o în Spania și Italia, Steriadi s-a întors la București după o absență de șase ani.

## Maturitatea artistică

### Steriadi șiTinerimea artistică

#### SocietateaTinerimea artistică
Tinerimea artistică a fost o societate fondată la 3 decembrie 1901 de un grup de artiști, între care Ștefan Luchian, Nicolae Vermont, Constantin Artachino, Kimon Loghi, Ipolit Strâmbulescu, Arthur Verona,  Frederic Storck, Ștefan Popescu și Gheorghe Petrașcu. Gruparea milita pentru o artă realistă, pentru subiecte luate din viața țăranilor și a oamenilor de rând, ea născându-se în vidul creat de dispariția Societății Ileana. Tinerimea nu a fost gândită ca o alternativă a artei oficiale, ci ca o modalitate de a convinge masele că arta trebuie să-și găsească locul ei în conștiința societății. Această mișcare artistică dorea o lansare colectivă a unei generații, ce nu voia doar o afirmare individuală a membrilor ei, ci și un misionarism cultural ce se revendica ca o continuare a generației de la 1848. Idealismul pașoptiștilor era de această dată corectat de un spirit de modernitate, care spunea că mesianismul pedagogiei culturale trebuia abandonat naivilor și că drumul spre succes în artă este, tocmai, educarea opiniei publice.  Acest deziderat demn de atins, nu era apanajul unei singure personalități, chiar dacă aceasta se dovedea a fi genială, ci el era posibil de înfăptuit printr-o colectivitate restrânsă constituită pe o bază fundamentată pe asemănări elective.

Fondatorii Societății Tinerimea artistică
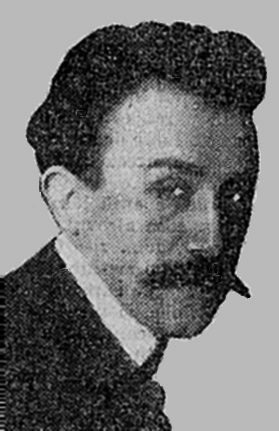
Ștefan Popescu
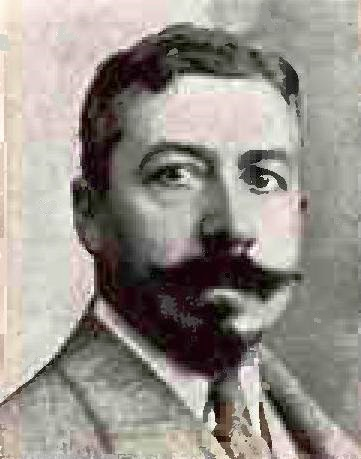
Gheorghe Petrașcu
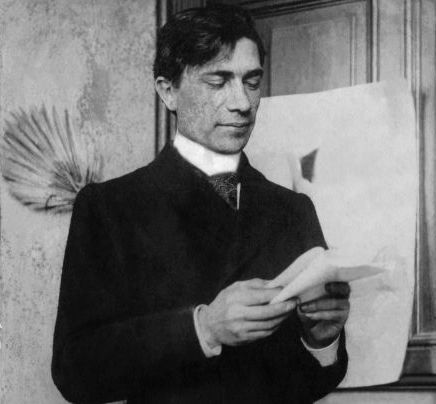
Ștefan Luchian
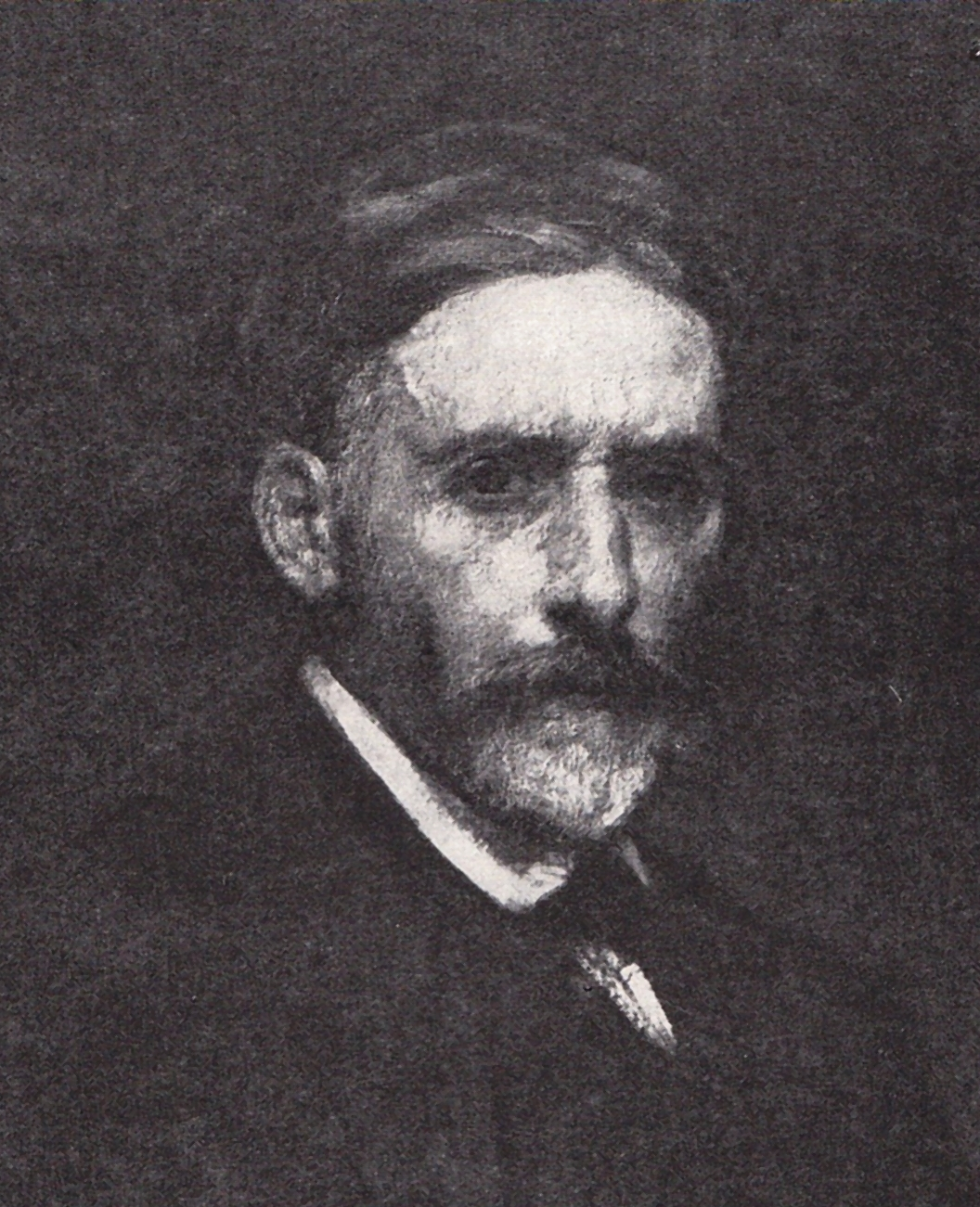
Arthur Verona
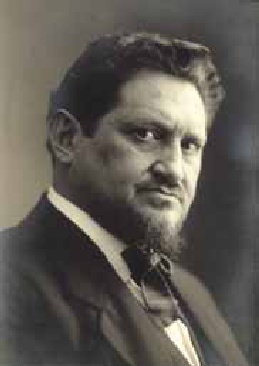
Nicolae Vermont
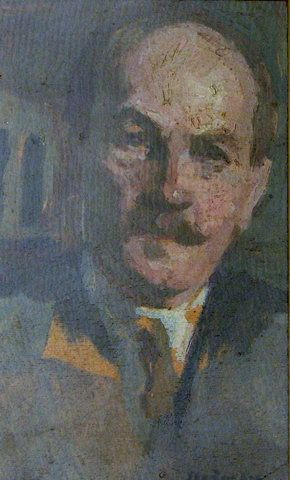
Ipolit Strâmbu
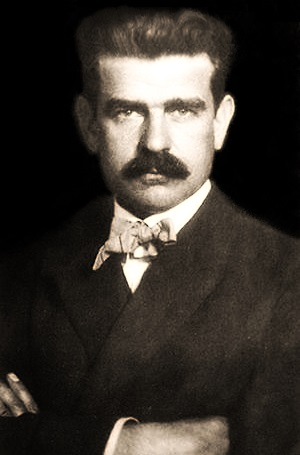
Frederic Storck
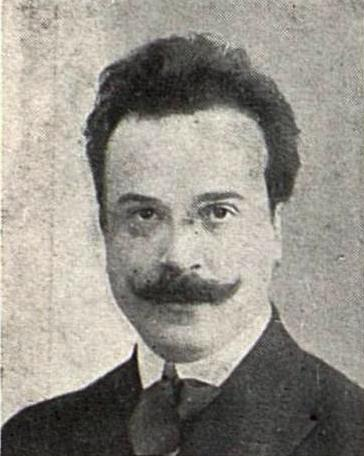
Kimon Loghi
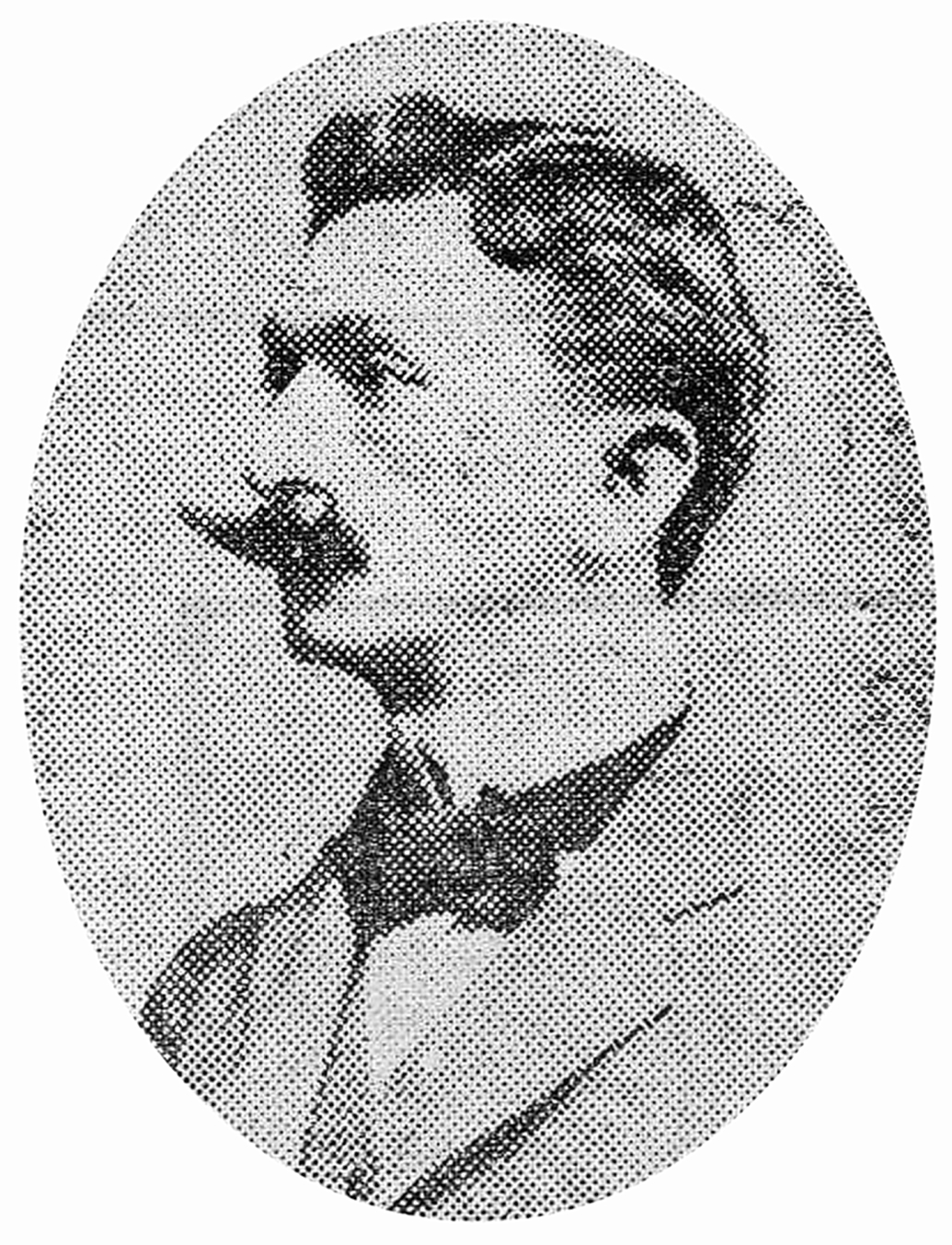
Constantin Artachino

„... membrii cercului [Tinerimea artistică] […] s-au încumetat, cei dintîi, să învingă prin expozițiile lor tradiția, persistentă încă la noi, a împărțirii artei în două categorii : una a așa ziselor arte superioare, singure demne de a fi expuse, și alta a artelor inferioare, decorative sau industriale. Convinși fiind că arta în general nu-și poate împlini înalta ei misiune decât atunci cînd sfera frumosului cuprinde și pe acea a utilului, ei au încercat să dea și artei române această îndrumare.”
-----Alexandru Tzigara-Samurcaș, Expoziția tinerimii artistice, Sămănătorul, 16 martie 1903

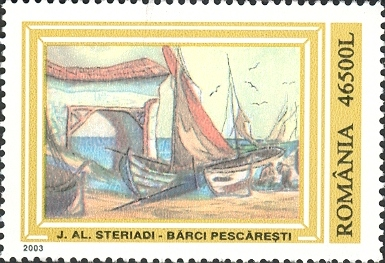
Bărci pescărești - timbru

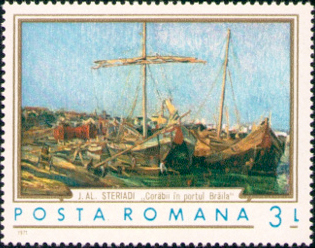
Bolozane (șlepuri cu pânze) în portul Brăila - timbrul legendează „corăbii”

Chiar dacă, Societatea Tinerimea artistică a avut o serie de neajunsuri, ea a fost una dintre manifestările de prim rang a mișcării plastice din România. Ea a întreținut o atmosferă de efervescență în rândurile membrilor săi și a stimulat creația opozanților ei. Remarcabil de semnalat, este faptul că toate vernisajele expozițiilor ei au dat posibilitatea artiștilor să se compare unii cu alții. În jurul Tinerimii artistice s-au alăturat personalități ale artei din România, așa cum au fost Constantin Brâncuși, Nicolae Grigorescu, Apcar Baltazar, Alexandru Satmari, Cornel Medrea, Oscar Späthe, Frederic Storck, Dimitrie Mirea, Iosif Iser, Samuel Mützner, Eustațiu Stoenescu, Dimitrie Paciurea, Alexandru Poitevin-Skeletti, Cecilia Cuțescu-Storck, Camil Ressu, Theodor Pallady, Ion Theodorescu-Sion și mulți alții.
Până în momentul în care România a intrat în Primul Război Mondial, Tinerimea artistică a fost un catalizator pentru arta românească, așa cum nici măcar Salonul oficial organizat de autoritățile statului nu a reușit să devină vreodată. Manifestările pe care le-a organizat au dat atât o imagine eclectică, cât și una stilistică, pe care orice cultură în ansamblul ei o cunoaște nu numai în zona artiștilor săi cei mai semnificativi. Tinerimea artistică „... a prezentat avantajul unei democrații exprimate cultural și a unui relativism al criteriilor care evita, pe cît posibil, rătăcirile dogmei.” Faptul că pictura lui Kimon Loghi avea o importantă căutare în rândul cumpărătorilor, nu a mirat pe nimeni. Importantă era toleranța dintre artiștii ce se alăturau pe aceleași simeze, eclectismul operelor lor și evidența că în ciuda fricțiunilor dintre ei, ca și din partea concurenței Societății „Cercul artistic” sau a Societății generale a artiștilor din România, ei au rezistat și au continuat an de an să organizeze evenimente expoziționale de artă. Prin modul în care a organizat expozițiile și a editat cataloagele, Tinerimea artistică a făcut ca „... Salonul oficial să rămână pe lângă d'însa ca o exhibiție de tablouri provinciale”.
Tinerimea artistică a organizat anual până în anul 1909 câte o expoziție și din anul 1910 de când a obținut prin concesionare de la Primăria Bucureștiului clădirea Panoramei Grivița, a organizat câte două manifestări, una primăvara și una toamna. Tinerimea a organizat și două expoziții internaționale, una la Atena în anul 1903 și una la München în 1905.
Președintele de onoare al societății a fost încă de la înființare Principesa Maria. Din anul 1908, conducerea organizației nu a mai fost dată unui comitet format din trei persoane, ci unui consiliu din șase membri - președinte, vicepreședinte, secretar, casier și doi membri. În anul 1910 președintele ales a fost Arthur Verona. În anul 1912, Jean Alexandru Steriadi a fost ales ca președinte al Tinerimii artistice. După Primul Război Mondial, în anul 1920, Kimon Loghi a preluat președinția și împreună cu Ary Murnu, Oscar Späthe, Constantin Artachino și Ipolit Strâmbu, au condus destinele societății până în anul 1947.

#### Președinte și membru alTinerimii artistice
Relația dintre Jean Steriadi și Tinerimea artistică a fost una biunivocă, de echilibru și ca urmare nu se poate spune care a avut o influență mai pregnantă, într-o direcție anume. Tinerimea a fost benefică asupra pictorului român, deoarece i-a oferit cadrul de debut în viața artistică a capitalei României. Astfel, prin autoritate și prestigiul pe care le avea ea i-a pus pe simeze primele creații și după aceea primele capodopere, într-o atmosferă caracterizată de un eclectism ce strălucea pentru prima oară în arta românească. Această atmosferă plină de geniu pe de o parte și înțesată de mediocritate pe cealaltă parte, a creat prin îmbinare un fundal neutru dar foarte sugestiv pe baza căruia, analiștii operei lui Steriadi i-au putut cerceta personalitatea în cadrul istoric al vieții sale.
Tinerimea artistică reprezintă până la un anumit punct istoria artei moderne din România. Dincolo de acesta, mișcarea Tinerimii furnizează istoricilor de artă o istorie subterană, pe care orice cultură o sedimentează în subconștientul colectiv, pentru ca la venirea momentului de luciditate și de depășire a complexelor inerente să o scoată la lumină. Este vorba aici de mixtura lucrărilor mediocre, a încercărilor nefinalizate, a rateurilor, a succeselor obținute cu mare ușurință, toate ducând la o chimie a sedimentărilor enigmatice precum și la o stimulare a cristalizării noilor și adevăratelor valori artistice. Ca urmare, datorită manifestărilor expoziționale de mare anvergură pe care le-a organizat, cronica plastică a făcut ierarhizări valorice ale operelor și ale artiștilor participanți, nuanțând de cele mai multe ori cu subtilitate calitatea acestora.
Jean Alexandru Steriadi s-a aflat menționat încă de la început, împreună cu artiștii de prim rang ai Societății Tinerimea artistică: Kimon Loghi, Arthur Verona, Nicolae Vermont, Constantin Artachino, Ipolit Strâmbu, Ștefan Popescu, Ștefan Luchian sau Gheorghe Petrașcu. Astfel, Mihail Dragomirescu, un intelectual pedant, rasat și sistematic, comentând prezența lui Apcar Baltazar, Verona, Alexandru Satmari, Petrașcu, Luchian și Kimon Loghi la expoziția din anul 1907, a amintit și de triada Steriadi, Mărculescu și Vermont ca făcând parte din pictura de gen. Chiar dacă catalogarea relevă un substrat peiorativ, tonul era unul elogios, deoarece Dragomirescu a făcut în preambulul cronicii o expunere de motive, prin care a demonstrat ierarhizarea genurilor în arta picturii. Primul loc l-a dat picturii istorice, al doilea portretului, apoi așa ziselor genuri inferioare zise decorative, astfel cum era peisajul, urmat de pictura de interior numită scena de gen și natura moartă.

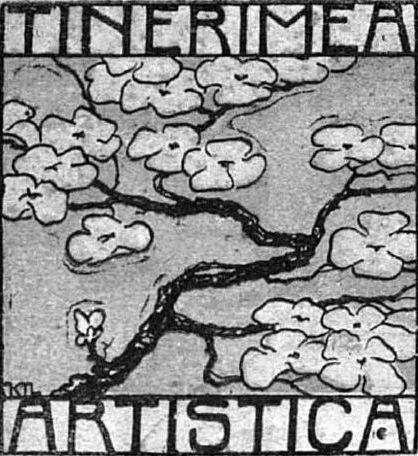
Sigla Tinerimii artistice din anul 1904

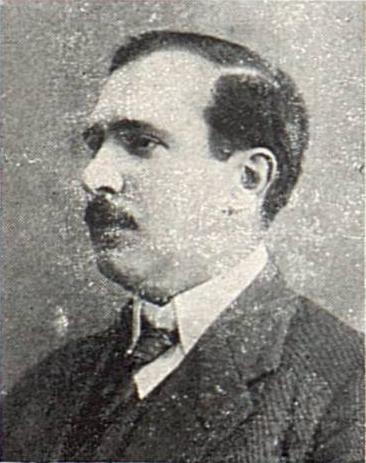
Jean Alexandru Steriadi

În anul 1910, Alexandru Tzigara-Samurcaș l-a lăudat pe Steriadi și i-a criticat pe Strâmbu, Mărculescu și Vermont, considerându-i inferiori ca prestație. Arthur Verona, devenit președintele organizației în acel an, împreună cu Dimitrie Mirea și Ștefan Popescu au primit laudele și Steriadi a fost apreciat că „... de pe acum posedă calitățile unui pictor mare". Samurcaș era dezamăgit de Loghi, de Petrașcu[C], de Cecilia Cuțescu-Storck ce „... se influențează de anumite direcții moderne ale Parisului" și evident de Constantin Brâncuși cu a lui „Cumințenia pământului”, ce a fost pur și simplu desființată. Din anul 1910 a devenit obișnuită sintagma folosită în cronica de presă „... pictorii Verona, Ștefan Popescu, Vermont, Steriadi, Luchian și Kimon Loghi adaugă noi succese reputației lor”. Un cronicar din 1910 a pus semnul egal între Verona și Steriadi, iar Antoine Jeanjaquet l-a apreciat pe Steriadi în comentariul laudativ făcut lui Dimitrie Paciurea, Theodor Pallady și Petrașcu.
Desigur că toate cronicile de presă ale timpului trebuie privite cu rezerva de rigoare, deoarece nu sunt cunoscute posterității competențele comentatorilor, pozițiile ideologice și mai ales cele estetice ale semnatarilor, starea de spirit a epocii și chiar relațiile personale dintre critici și cei criticați. Cu totul altfel era tonul din perioada în care Steriadi a preluat președinția societății sau superficialitatea plină de ardoare circumstanțială a criticii din revista mondenă Ilustrațiunea română, a cărei ilustrator și director artistic din perioada 1912-1915 era Steriadi însuși.
Ca o notă de generalitate, toate comentariile erau lapidare, expeditive chiar, analiza cantitativă creând senzația unei inapetențe considerabile față de Steriadi, luând-o prin comparație cu cea a colegilor lui. În linii mari personalitatea lui Steriadi s-a impus contemporanilor și determinarea actuală a profilului său artistic deși este dificilă, nu este chiar imposibilă.
Cu ocazia Expoziției internaționale de arte de la München la care a participat și România în anul 1913, au primit premii pentru secțiunea românească G.D. Mirea - medalia de aur clasa I-a pentru portretul lui Constantin I. Stăncescu și cel al Mitropolitului Gheorghian; medalia clasa a II-a Arthur Verona pentru Toamna și Hora, Ștefan Luchian pentru Autoportret și Flori și Steriadi pentru Hamali în portul Brăila și Vedere din portul Brăila. Cu această ocazie s-au împăcat toate gusturile și în timp William Ritter l-a plasat pe Steriadi alături de Ștefan Popescu și Nicolae Grigorescu, considerând că participarea sa la expoziție era onorabilă. Pe de altă parte, Samurcaș a opinat că pictorul român era încă o speranță.
În anul 1912, Jean Alexandru Steriadi a fost ales ca președinte al Societății Tinerimea artistică. El i-a urmat pictorului Arthur Verona, adept al picturii grigoresciene și fost ofițer de cavalerie. Stilul practicat de artist a fost total opus lui Verona, motiv pentru care N. D. Cocea l-a calificat a fi „... spirit mai deschis decât al predecesorilor”.

Hamali în portul Brăila

Noutatea pe care Steriadi a adus-o la Tinerimea artistică a fost o mare deschidere culturală și o anume mărinimie a concepțiilor. El a fost caracterizat mai în toate aspectele vieții sale de un anumit esprit de finesse, fapt pentru care el nu a manifestat un vedetism prezidențial din cauza poziției administrative. Relevant este că nu s-a folosit de influența sa, nici măcar în momentul în care se panotau lucrările la expozițiile anuale pe care Tinerimea le organiza. Steriadi a introdus sistemul organizării prin rotație, a expozițiilor personale ale membrilor societății. Un plus de valoare pe care artistul a adus-o, a fost și avantajul pe care Tinerimea l-a avut datorită relațiilor personale pe care acesta le avea în varii medii, precum și o diplomație personală, cu ajutorul căreia a aplanat o mulțime de conflicte cauzate de orgoliile inerente ce apăreau cu ocazia manifestărilor de grup, relevantă fiind situația din anul 1910.
A participat la Expoziția artiștilor români din anul 1917 ce s-a organizat la Ateneul Român, ca expozant și organizator din partea Tinerimii artistice împreună cu H. Braune, ce era directorul Pinacotecii din München și cu pictorul german Dzialis. Au participat 55 de artiști cu 176 de exponate. La începutul lunii decembrie 1917, s-a deschis în Calea Victoriei nr. 55, colț cu Pasajul român, „Salonul O.&. H.Miller”, unde erau expuse spre vânzare pânze de Steriadi, Petrașcu, Ștefan Popescu, Cecilia Cuțescu-Storck, Strâmbu, gravuri de Gabriel Popescu, sculptură de Frederick Storck (toți, deci, membri ai „Tinerimii”). La expoziția din anul 1918 de la Ateneu, numele pictorului nu a figurat pe lista participanților. Din acest an, activitatea lui Steriadi la Tinerimea artistică a fost sporadică, adică un ciclu din cariera sa s-a încheiat.
În anul 1919 a deschis o expoziție personală la Ateneul Român, manifestare care s-a constituit într-un nou început de ciclu artistic. Cu această ocazie, Francisc Șirato i-a făcut portretul următor:
„... până azi, d-l Steriadi a pictat totdeauna ce se afla în calea talentului său cu o energie de acțiune întovărășită de o placiditate de suflet care ne exaspera [...] De la o artă care exprimă înfățișarea corporală [...] a lucrurilor din natură, a evoluat spre o expresie coloristică, care traduce lumina și umbra prin nuanțe multiple de coloare în locul nuanței neutre [... ]. Constituie aceasta o evoluție spre impresionism...”
----- Francisc Șirato: Expoziția pictorului Al. J. Steriadi, în Sburătorul din 10 mai 1919, pag. 88 și 187
Astfel, Șirato i-a indicat lui Steriadi un posibil drum de ales, fără a comenta vis-avis de valoarea demersului propus. În acest an, Jean Alexandru Steriadi și-a anunțat singur divorțul de Tinerimea artistică astfel:
„... Am apucat-o născându-se, Societatea, împotriva « Salonului Oficial », de care s-a apropiat pe nesimțite și cu care s-a căsătorit [...]. Vitejii au ajuns pensionari și profesori în magaziile de clasă ale Școlii de bele-arte [...]. Nu aveau niciunul niciun fel de talent, poate că nici nu aveau de gând, dar erau idealiști, frământați, violenți și nu le plăcea nimic”.
----- Tudor Arghezi: Tinerimile, în Pensula și dalta, pag. 259

#### Realismul burghez
Jean Steriadi a expus de-a lungul manifestărilor Tinerimii o mulțime de hamali, coșari, țigănci, dantelărese, brișcari, chivuțe, fetițe lucrând dantelării și cârciumi bretone. La prima vedere a enumerării el nu a fost diferit de coparticipanții la expoziții, cu toate că aceasta lasă impresia unei narațiuni abreviate a unui suport literar, a cărui menire este motivația imaginii. Se observă însă, o adevărată ruptură dintre pictura lui Steriadi și „spiritul de echipă” în care ea s-a manifestat. Pentru a explica discrepanța, trebuie însă definită atmosfera predominantă în care se scălda Tinerimea artistică. Astfel, istoricul Călin Dan s-a folosit de conceptul „realism burghez” (german) emis de Aleksa Čelebonović pentru momentul românesc. Čelebonović a dezbătut și exemplificat termenul folosind opera lui Vermont, Strâmbu și G.D. Mirea. La începutul secolului al XX-lea epigonismul postromantic ale cărui origini se regăsesc în pictura secolului al XIX-lea, a fost cu totul depășit și gafele rezultate din diferențele de gust au devenit mult mai subtile.
Aceste concluzii au făcut ca substratul narativ al imaginii rezultate ca act de creație artistică, să fie cu mult mai greu perceptibil, mai ales că reminiscențele picturii impresioniste erau încă resimțite chiar la artiști care au ignorat acest fenomen. Datorită acestuia, a impresionismului și a resurselor sale stilistice, se foloseau în acea perioadă culorile vii care „... nu înlăturau suava emfază a atitudinilor și a gesturilor, conformă cu ideea de frumos proprie secolului al XIX-lea". Cum rădăcinile abordării realismului burghez proveneau la Steriadi din însăși educația sa plastică, poza emfatică de care se face vorbire a fost remarcată de un cronicar, la expoziția personală pe care Steriadi a făcut-o în anul 1909:

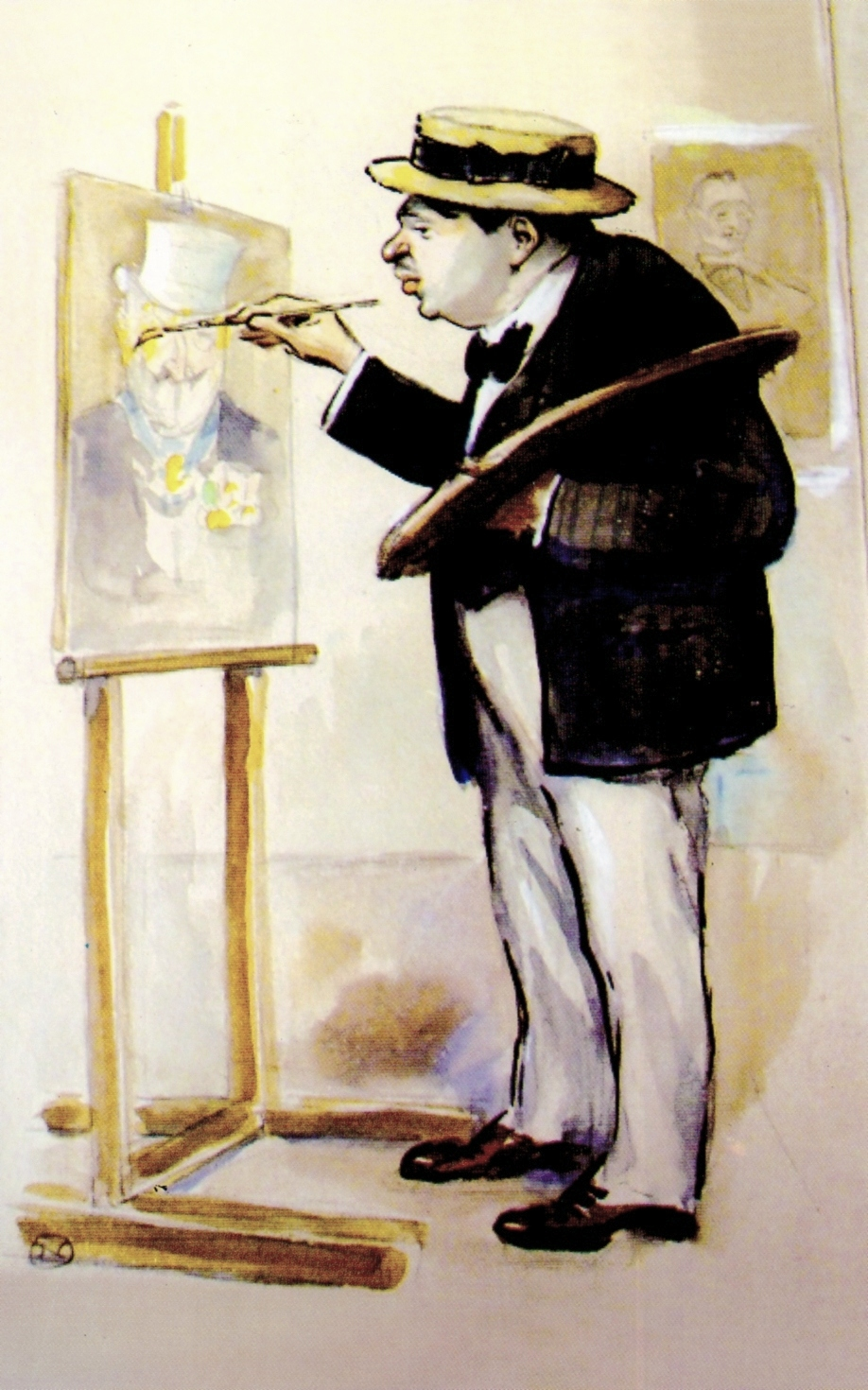
Steriadi la șevalet - realizat de Nicolae Petrescu-Găină

„... Nici unul dintre tablourile expuse... n-are mișcare. Natura e în repaus, înghețată, moartă. Ca și natura, oamenii sunt surprinși într-un moment dat; s-ar spune că sunt luați de obiectivul unui aparat fotografic instantaneu (fără apropieri, însă, de compoziția cu „cadraj fotografic" a impresioniștilor, n.n. — Călin Dan)... dar și această imputare nu i se poate adresa numai d-sale personal, ci mai curând școalei, felului de a concepe arta al celor mai mulți artiști români din vremea noastră”.
-----  N. D. Cocea: Expoziția Jean Alex. Steriadi, în Noua revistă română, din 27 decembrie 1909, pag. 159
Diferența principală dintre cosocietari și Steriadi este că cel din urmă șovăia și primii făcuseră deja alegerea. Afirmația este susținută de însăși polemica pe care o stârneau lucrările lui în epocă, fapt care dovedește fertilitatea contactului cu ele. În mod evident, cronica plastică nu a semnalat nici o vâlvă provocată de vreun tablou realizat de Vermont, Verona sau Loghi. În cazul acestora nu au existat dificultăți de opțiune sau încadrare. La Steriadi se constată încă de la începuturile sale, un mod de a aborda pictura cu o  tușă și o cromatică ce contrazice gustul de confort pe care subiectul l-ar presupune. Pe de altă parte, natura dilematică a artistului a împins dorința lui de a folosi în operele pe care le-a realizat și subiectele comune ale stilului biedermeier, sau realist-burgheze. Elocvente sunt mențiunile critice ale lui Nicolae Cocea la aceeași expoziție personală din anul 1909:
„... Pânzele d-sale sunt bucăți de viața de toate zilele... Nici o înfrumusețare, nici o idealizare a naturii... Din acest punct de vedere desigur că d. Steriadi e singurul nostru pictor social... Pictorul a întins simpatia lui dulce, sfioasă, peste mizeria omenească”.
-----  N. D. Cocea: Expoziția Jean Alex. Steriadi, în Noua revistă română, din 27 decembrie 1909, pag. 159
Se pare că singurul filon nou din pictura lui Steriadi este o anume rigiditate analitică în fața realității. Această evidență a fost văzută constant de cronicarii timpului, în mod diferit. Astfel, expresia Vânzătoarelor de dantelă e „caricaturală”, Chivuțele reprezintă un tablou „lucrat cu stângăcie”, Alexandru Tzigara-Samurcaș a considerat tabloul Hamalii în portul Brăila că are „o oarecare inexperiență”, Mihail Dragomirescu a spus că pictorul reușește să scoată dintr-o imagine „impresia estetică din figurile cele mai urâte și respingătoare”, iar  Iosif Iser a apreciat într-un articol pe care l-a publicat în anul 1913, că lucrarea Hamalii... este cea mai bună lucrare pe care a făcut-o Steriadi până atunci. Referitor la pauperitatea tematicii acesta a spus că „... Lucrările pe cate le expune acum [...] marchează atracția deosebită pe care o are Steriadi pentru lumea umilă. Duioșia cu care privește un atelaj prăpădit în decorul unui han mizer din marea piață a Cernavodei capătă ceva specific Steriadi”.

#### Steriadi și RevistaSămănătorul
Analizând opera pictorului român, se poate observa că nu se poate plasa opera de debut a acestuia într-o tendință de critică socială directă, deoarece se va ajunge doar la o limitare a problematicii. Cum estetica aplicată ieșită din polemica dintre Titu Maiorescu și Alexandru Dobrogeanu-Gherea era la apogeu, iar epoca era răscolită de noi curente reformatoare, pe lângă revistele Adevărul literar al lui Ion Nădejde, Convorbiri literare și Contemporanul, a apărut și Sămănătorul lui Alexandru Vlahuță și George Coșbuc, a cărei primă apariție a fost pe 2 decembrie 1901, adică cu o zi înainte ca Tinerimea artistică să se constituie ca organizație.

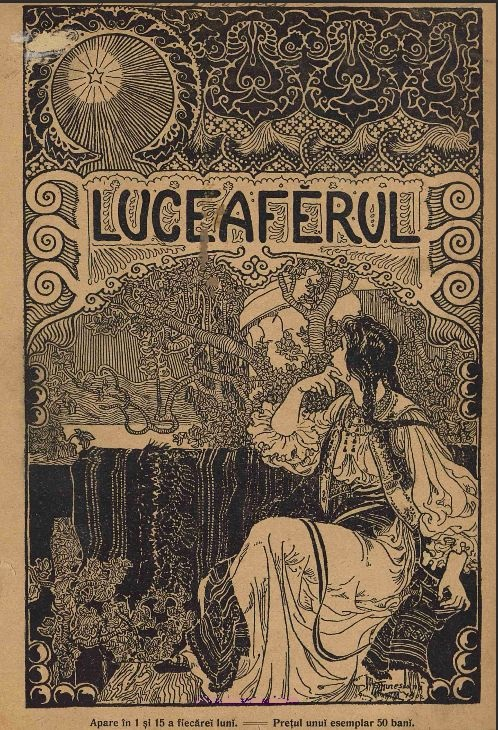
Revista Luceafărul, an. 1, nr. 1, din 1 iulie 1902

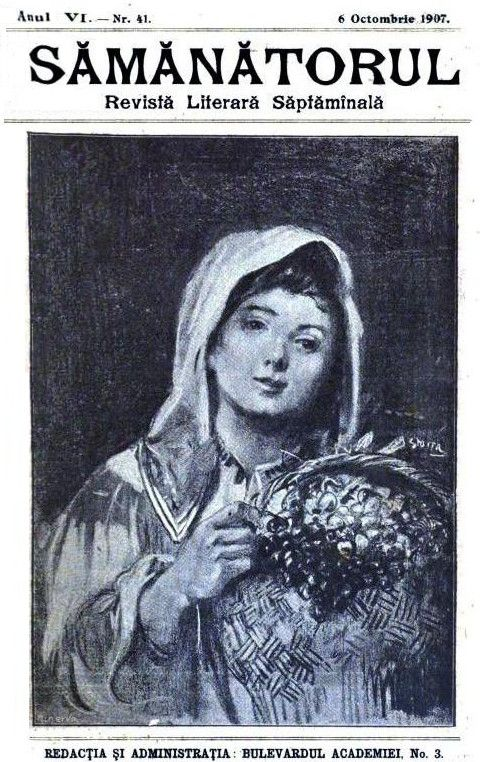
Revista Sămănătorul din 6 octombrie 1907

Expozițiile Tinerimii erau comentate favorabil în revista Sămănătorul și Luceafărul, cea din urmă avându-i ca redactori pe Octavian C. Tăslăuanu și Octavian Goga. Ambele reviste promovau ideea unei arte naționale, revigorarea tradițiilor specifice românești și dezgroparea valorilor culturale din lumea rurală ce trebuia, în opinia acestora, ocrotită de agresivitatea societății urbane care folosea o ontologie ce se distanțase de percepțiile simple și generoase ale poporului. Întreaga ideologie promovată în paginile acestor reviste se mula până la identitate, cu ideile expresioniste ce aveau obsesiva imagine a orașului tentacular, cu toate că aceleași noeme duceau adesea la înțelegeri estetice diferite. Concepția Sămănătorului promova coagularea unui limbaj direct, perceput ușor de către toate păturile sociale astfel încât, reîntoarcerea la idealurile estetice mai vechi să se bazeze pe un mesaj cât mai facil. Această revistă beneficia de aportul unor personalități ale acelor timpuri, așa cum au fost Nicolae Iorga, Dimitrie Anghel, Constanța Hodoș, Ion Gorun, Ovid Densușianu, Ștefan Octavian Iosif, Alexandru T. Stamatiad, Ioan A. Bassarabescu, Mihail Sadoveanu, Nicolae Gane, Ștefan Petică și mulți alții. Ea a avut o mare audiență și a umplut un gol în aria literară, asemenea Tinerimii artistice în artele plastice. Astfel, George Călinescu a văzut o legătură subtilă între practicanții unei arte a valorilor naționale - semănătoriștii - și socialiștii care promovau o artă al cărei fundament se sprijinea pe idealurile Internaționalei I. Punctul comun al celor două curente era problematizarea literară a dramelor ce se petreceau în lumea umilă și crearea unei imagini a acesteia.
Jean Alexandru Steriadi a fost preluat într-un mod entuziasmant de către cronicarii Sămănătorului, chiar ei menționând că: „... Noi cei de la Sămănătorul suntem bucuroși că putem saluta în Steriadi un artist care-și taie singur drumul, fără a măguli gustul publicului și care va impune până la sfârșit originalitatea sa". După cum se poate vedea în articolul din 17 decembrie 1906 în care a apărut acest comentariu, el nu figura în ultimele pagini ale revistei, ci a fost poziționat pe prima pagină nefiind semnat, fapt care indică opinia generală asumată de către redacția publicației.
Prin analiza operei lui Steriadi pe care a făcut-o istoricul Călin Dan, rezultă că identitatea de natură ideatică dintre artist și ideologia promovată de revista Sămănătorul pare să fi fost totală, pictura lui Steriadi satisfăcând gustul și concepțiile celei din urmă. Legătura aproape organică a făcut-o realismul practicat de pictor, prin acea urâțenie ce a iscat multe polemici printre cronicari.
„... Realismul lui este aproape brutal; nu caută frumosul, ci, poate, printr-o dispoziție particulară, are chiar o atracție irezistibilă pentru ceea ce alții ar putea să cheme « urât » — dar cât caracter și adevăr nu întâlnești la tot pasul în creațiunile lui! Ai spune întra-adevăr că pentru el frumosul e ceva convențional...”
----- Sămănătorul din 17 decembrie 1906, pag. 1002
Sămănătorul uzita de un idilism invers prin care schematiza în mai multe etape viața satului: foamea și boala, moartea, bătaia caporalului și bătaia arendașului. Elocvent în acest sens stă eroismul funebru al personajelor ce se lasă cuprinse de furie, din opera lui Mihail Sadoveanu. Prin comparație, stilul realist al lui Liviu Rebreanu cu nuanțările sale se situează diferit. Din aceste motive, împovărarea și apăsarea existențială atât de tenace și de vastă de care suferă personajele imobile ale lui Steriadi, precum și privirea lor atât de goală, îi dă privitorului motiv de satisfacție literară. Sub imperiul tensiunii se află luminozitatea intensă și culoarea pământie. Desigur că adevărul relevat de către imagine aparține unui context cultural al epocii. Dar, punând împreună opera lui Steriadi alături de ciobănașii realizați de Nicolae Vermont sau Ipolit Strâmbu, sau alături de marile compoziții cu fete de împărat făcute de Kimon Loghi, se constată că fiecare figură pe care a pictat-o Steriadi conține în ea însăși o tensiune efigiatică. Contemporanii lui au fost surprinși și de asprimea tratării subiectelor pe care le-a ales, fapt care a dus la epitetul atât de stângaci pe care cronicarii l-au folosit – „urât”.

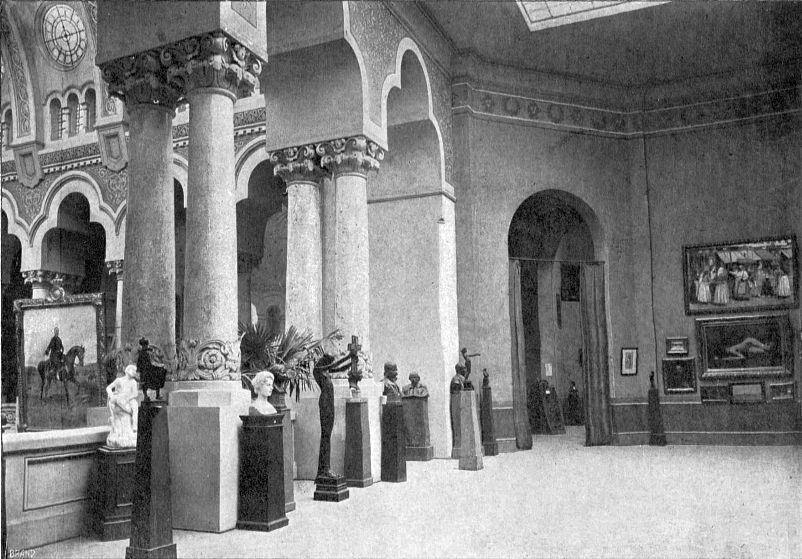
Sala Tinerimii la Expoziția Generală Română din 1906. Se văd Chivuțele lui Steriadi pe peretele din spate, sub ele este Biblis a lui Artachino

„... țigăncile lui sunt așa de departe de a fi romantice, umilii lui pescari sunt așa de puțin sclivisiți, cerșetorii lui sunt așa de puțin cerșetori de paradă, portretele lui ar fi așa de deplasate într-un salon de burghez parvenit, încât involuntar admiri agerimea acestei viziuni îndrăznețe și originale.”
----- Sămănătorul din 17 decembrie 1906, pag. 1001
Grila literară prin care se percepe arta lui Steriadi are două componente. Prima presupune inserarea ideologiei proprii receptorului într-o reprezentare a imaginii caracterizată, cel puțin parțial, prin neutralitate - de genul unei efigii. A doua impune punerea într-un context, care prin contrast, să releve prejudecățile cu care un cronicar se prezintă în fața lucrărilor. Se vede foarte ușor că artistul a dat sămănătoriștilor o oglindă urbană pe care și ei o foloseau în literatura lor - „... Impresiile sale nu le caută în colțuri liniștite de țară, cu păstori zvelți și mândre păstorițe, dar tot atât de bine simte poezia târgovețului ce rătăcește prin străzile orașului unde s-a născut". Imaginea folosită de cei de la Sămănătorul, care erau în majoritatea lor originari din mediul rural, era cea a rătăcitului plasat într-un labirint corupt și corupător al orașului, aflat într-un stadiu incipient al modernității.
Cum Jean Alexandru Steriadi era foarte bine văzut în cercul personalităților ce gravitau în jurul Sămănătorului, revista a ilustrat o apariție a ei din 20 aprilie 1907 cu lucrările În noaptea învierii și Semn de primăvară. Steriadi a făcut portretele lui Ilarie Chendi, Alexandru Vlahuță, Ștefan Octavian Iosif și la mulți alții. Chiar dacă legăturile personale au fost probate de portretele pe care le-a realizat, nu se poate spune dacă afilierea sămănătoristă s-ar datora unor izvoare de educație plastică în care s-ar fi format artistul, sau doar unor opțiuni proprii.
Cu ocazia expoziției personale pe care Steriadi a organizat-o în anul 1906, acesta a expus un cap de țigancă „... cu avânt de artist mare, â la Hals”. Profesorul său Lucien Simon era și el un emul a lui Frans Hals, astfel că, Aleksa Čelebonović a menționat că portretul „â la Hals” a făcut vogă în realismul burghez, enumerând pe ce-i care l-au practicat: Léon Bonnat, Carolus-Duran și John Singer Sargent. Čelebonović a enumerat și moravurile care se pliau pe ideologia sămănătoristă: „... Decăderea familiei era uneori consecința câte unui viciu: pasiunea jocului de noroc, alcoolul, purtarea imorală” și a amintit de „caracterul exagerat didactic” folosit pentru ilustrarea unor astfel de situații. De altfel, Steriadi a urmat sfaturile și observațiile pe care i le-a făcut N. D. Cocea și care erau implicit și un atac la literatura Sămănătorului:
„... Dintre patimele omenești, literatura română aproape că nu cunoaște decât pe cele mai simple: beția și omuciderea... Ca și cei mai mulți dintre literații și artiștii noștri, d. Steriadi ocolește dificultățile picturii, se mulțumește cu aparența realității și ne dă pânze care, lipsite de intensitatea vieții, nu pot însemna o etapă mai mult în evoluția artei românești.”
----- Ioan Nicoară (N. D. Cocea): Expoziția „Tinerimea Artistică - cei care expun, în Revista Rampa din 17 aprilie 1912, pag. 160
Chiar dacă desprinderea de începuturile sale artistice s-a produs cu lentoare, Steriadi a dovedit că evoluția sa era inevitabilă. El nu era un partizan al unor înnoiri violente și al rupturilor cu orice preț și a fost acuzat adeseori de ezitare și eclectism. De altfel, întregul său parcurs artistic fost caracterizat toată viața de un eclectism evident. Lipsa de consecvență ținea de acumulări succesive și de indecizia experimentală a căii de urmat. Relevante sunt mențiunile lui Justus-Toma Dragu și Tudor Arghezi:
„... Deși tablourile sale denotă o puternică personalitate artistică, totuși prima impresie care o are vizitatorul acestei expoziții e că au lucrat-o mai multi artiști.”
----- Justus-Toma Dragu: Expoziția Steriadi, în Patria din 6 decembrie 1906
„... E la acest artist o contradicție între spiritualitatea lui fină și materialismul pur al zugrăvelii ce-o face [...] și impresia pe care am avut-o în fața acestui pictor superior dotat sufletește, a fost [...] că încă nu și-a descoperit, ca să zicem așa, începătura...”
----- T.A. - Tudor Arghezi: Tinerimea Artistică, în Seara din 3 mai 1914, pag. 2

### Steriadi șiArta română

#### SocietateaArta română
Societatea Arta română a fost o organizație artistică ce a luat ființă în ziua de 9 martie 1918 la București. Fondatorii ei, au fost artiștii care au fost mobilizați la Marele Cartier General al armatei române de la Iași - Ștefan Dimitrescu, Camil Ressu, Nicolae Tonitza, I. Ștefănescu, Ion Theodorescu-Sion, Nicolae Dărăscu, Alexis Macedonski, Ionescu Doru, Oscar Han și Traian Cornescu. Celor mai mulți dintre ei li s-a insuflat pe front spiritul de abnegație și de jertfă al soldaților români, precum și dârzenia cu care aceștia au luptat în marea confruntare armată a acelei perioade istorice. Artiștii și-au coagulat dorința de a face o artă străbătută de umanitate și mai ales ancorată în realitate, totul având la bază o speficitate autohtonă. Aceștia s-au plasat pe o poziție de adversitate contra Societății Tinerimea artistică, care în opinia lor ajunsese să fie bastionul unei arte academico-romantico-idilice ce era ruptă de realitatea înconjurătoare.

Fondatorii Societății Arta română
Oscar Han
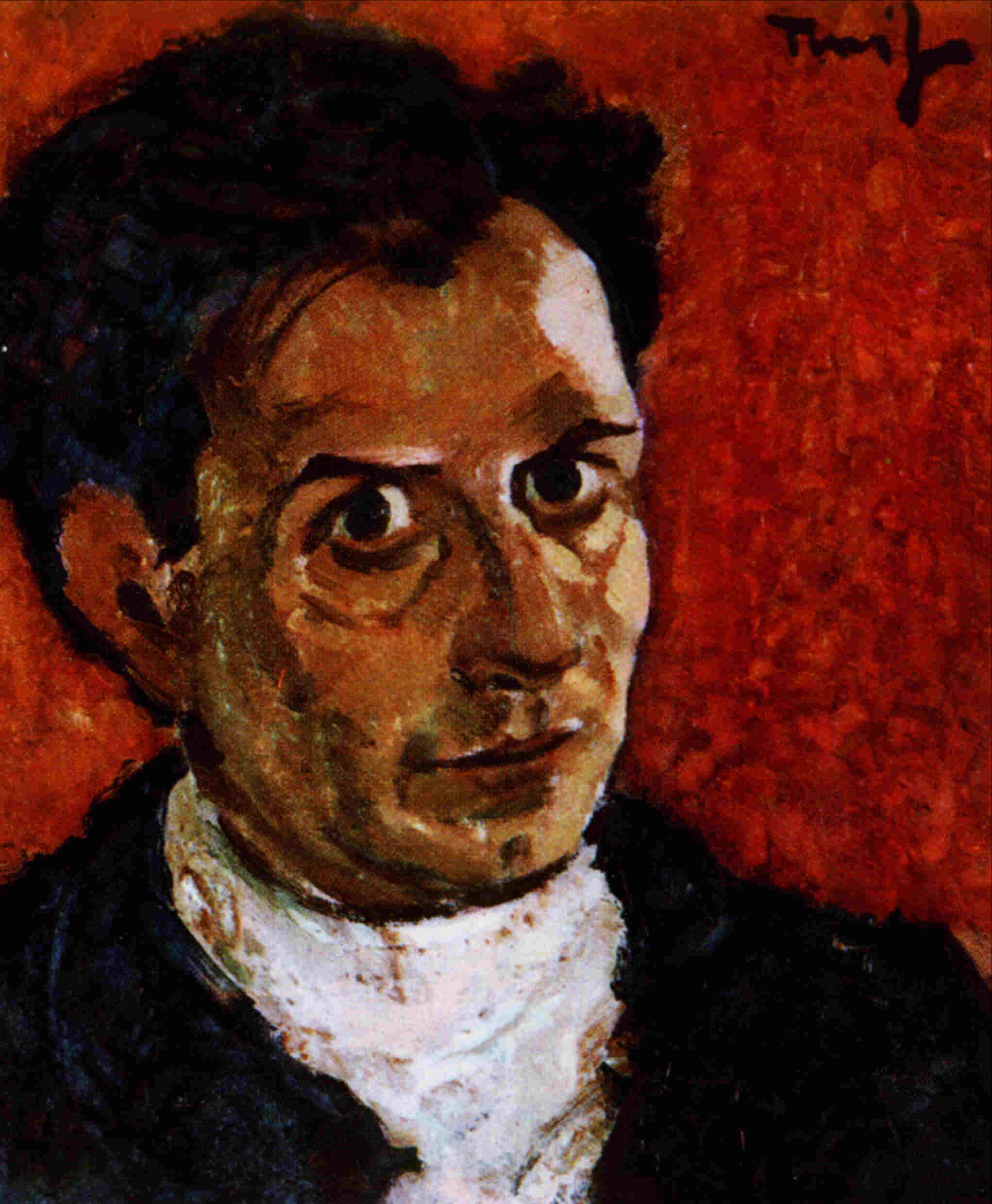
Tonitza
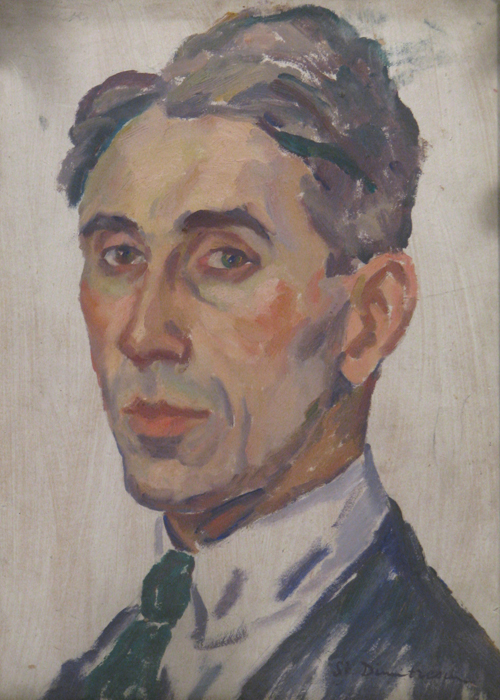
Ștefan Dimitrescu
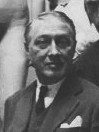
Camil Ressu
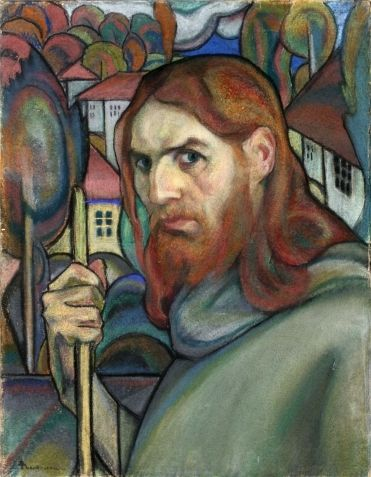
I. Th. Sion
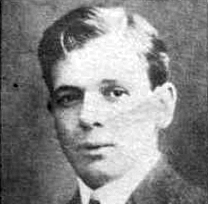
Nicolae Dărăscu

Societatea a organizat o serie de expoziții de mare nivel artistic în perioada 1917-1924 și a adunat împrejurul ei pe cei mai reprezentativi artiști plastici din România. Ea a preluat idealurile Tinerimii artistice, care devenise în perioada de după prima conflagrație mondială a secolului al XX-lea, o mișcare care doar beneficia de aura prestigiului pe care-l obținuse cu mulți ani în urmă. Lucrurile stăteau identic și în cazul comparării Artei române cu Societatea „Cercul artistic”.
Activitatea Artei române, cu excepția expoziției din anul 1928, a avut o mare rezonanță în mișcarea artistică din România. Ea a devenit în perioada 1917 - 1924, principalul inițiator al idealurilor artiștilor ce au fost mobilizați pe frontul primului război mondial. Ea a contribuit de asemenea la realizarea unor opere ancorate în realitatea înconjurătoare, la un înalt nivel plastic. Arta română a fost purtătoarea unui mesaj umanist, care susține în principal, specificul național. Astfl, Societatea Arta română s-a impus pentru o perioadă de șapte ani de zile, ca fiind principala mișcare artistică din România.

#### Steriadi - afilierea cuArta română
După cum se știe, Societatea Arta română a deschis prima expoziție la 18 aprilie 1918 la Iași și a doua în martie 1919, moment al aderării la organizație a lui Mișu Teișanu, Cornel Medrea și Marius Bunescu. Cea de a treia manifestare din anul 1920 a avut capete de afiș câteva lucrări realizate de Ștefan Luchian - Bucătăria călugărească de la Brebu, Scara cu flori, Tufănele în ulcică și altele. De aceea, a apărut impresia că fostul societar al Tinerimii artistice și-ar fi continuat activitatea artistică în noua organizație înființată mai înainte cu doi ani. Jean Alexandru Steriadi a fost cooptat însă în urma acestei expoziții, ca membru de facto al Artei române.

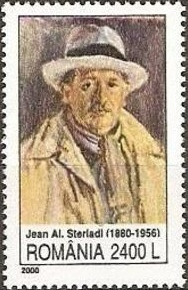
Autoportret - timbru

Cum Steriadi fusese ultimul președinte al Tinerimii până în anul 1917, fiind urmat de Kimon Loghi din anul 1920, trecerea sa la Societatea Arta română a reprezentat o grea pierdere. Sculptorul Oscar Han a spus că „... Steriadi intră la „Arta română” asemenea unui Cal troian, purtând în sine germenele disoluției”. Cum Han era un adversar al lui Steriadi și sintagma metaforică folosită era plasată într-un context destul de neclar, afirmația nu este una care să conteze prea mult. Însă, sentimentul de nepotrivire dintre Steriadi și noii colegi este unul definitoriu.
„... Pictura română se înnoise, fără a fi trecut prin cubism, reacționând în felul ei împotriva școlii müncheneze, ce domina pe atunci la « Tinerimea artistică ». Cei de la « Arta română » se ridicau și împotriva unui impresionism barbar, venit fie direct de la Paris, fie pe calea müncheneză.”
----- Krikor Zambaccian: Pagini despre artă, Culegere de texte și prefață de Marin Mihalache, Editura Meridiane, București, 1965, pag. 231-232
„Barbarul” care studiase la München și la Paris era tocmai Steriadi, ce se afla într-un plin avânt de a-și crea un impresionism propriu. Artistul nici nu s-a obosit să-și anunțe noua opțiune societară, deoarece a participat chiar și în anul 1921, la expoziția organizată de Tinerimea artistică. În același an a avut a patra expoziție personală, pe care a deschis-o la Ateneul Român. De altfel, pictorul și-a deschis și în anul 1919 și în 1921 două expoziții personale de mare amploare. Din comentariile criticii de presă, expoziția personală din anul 1921 a fost caracterizată de certitudini:
„... S-a închis la 1 aprilie expoziția lui Jean Steriadi. Peste atâtea uliți cotite, curți de cimitire cu poteci de lespezi, minarete de seară într-un molatec cer dobrogean, peste spuma florilor, peste luminile mari ale ochilor atâtor portrete, a căzut ca o cortină despărțitoare...”
----- Ideea europeană din 27 martie -3 aprilie 1921, pag. 3
„ ... case vechi, case bătrânești pitorești, nămețite de zăpadă ori pierdute în bura de ploaie și în ceață. În toată expoziția stăruie un cuget de înțelegere superioară a oamenilor și a lucrurilor, un fel de gravitate de gînditor...”
----- I. D. Ștefănescu: Viața artistică în țara noastră. Un an bun, în Convorbiri literare nr. 12 din 1921, pag. 883
Pe de altă parte, membrul fondator al Artei române – Nicolae Tonitza – a exprimat cu o oarecare agresivitate dorința ca lucrările lui Steriadi din perioada Tinerimii, lucrări ce indispuneau pe atunci publicul, să continue să fie prezente inclusiv pe simezele expozițiilor organizate de noua structură societară:
„... D. Steriadi[...] a arătat totuși, acum câțiva ani, tendința unor creațiuni care puteau să-l așeze [...] printre pictorii cu o vedere îndrăzneață asupra vieții contemporane. Nu știm pentru ce d. Steriadi a renunțat la proiectele sale mari pentru a ne arăta, din când în când, mici tablouașe, în care peisagiile drăguțe și figurinele gingașe — de factură ireproșabilă — trădează încă odată adaptabilitatea d-lui Steritdi la mediul înconjurător...”
-----  Nicolae Tonitza: În marginea expozițiilor Pătrașcu și Steriadi (Ateneu),  ș. a. în Avântul din 26 martie 1921, p. 1
Drumul lui Jean Alexandru Steriadi era unul al opțiunilor solitare ce nu arăta un efort individual depus în ieșirile sale publice, chiar dacă membrii noii societăți artistice nu i-au acordat pe deplin sprijinul. Astfel, Steriadi cu o atitudine de maximă politețe s-a distanțat de contingentul artiștilor de valoare și a căutat mereu soluții care să placă cu preponderență înnoitorilor în arta românească și nu foștilor colegi alături de care a expus până atunci. Cele mai multe opinii contrare au fost subterane, de aceea comentariul lui Tonitza a rămas posterității ca singura reacție explicită. Oscar Han a mai exprimat una virulentă cu privire la dizolvarea Artei române. Trecând peste animozitățile inerente epocii, pictura lui Steriadi s-a primenit în acea perioadă, grupul de personaje paupere s-a diminuat în opera lui și peisajele au lăsat câmp liber pentru contemplația privitorului printr-o lectură cu efecte extrasenzoriale, chiar dacă imaginea are o logică literară și presiunea sentimentală a rămas aproape la fel de pregnantă. Se constată în opera realizată în anii celui de al doilea deceniu al secolului al XX-lea, înlocuirea peisajelor cu tematică pitorească, aleasă din urbele mici cu reflexe sămănătoriste, cu peisajele exotice - dobrogene, în care intensitatea luminii estompează lirismul relevat de arhitecturile dărăpănate.
Ca urmare a expoziției personale pe care a organizat-o Steriadi în anul 1921, criticul Eugen Crăciun a analizat lucrările pictorului și a legat ascendența operei acestuia, de realizările lui Ion Andreescu. Crăciun a studiat forța analitică degajată din picturile lui Steriadi. Istoricul de artă Călin Dan a comentat pe larg analiza lui Eugen Crăciun spunând că acesta a dat dovada unui spirit elevat, depășindu-și epoca, intuind că Andreescu a fost un constructor al formei și nu un liric minor.
Dacă picturile mai vechi ale lui Steriadi – așa cum a fost de exemplu cea intitulată Iarnă la Cărbunești (1908) – reconstituie tensiunea peisajelor făcute de Andreescu, în lucrările mai noi asemănarea formală nu mai există, ea fiind înlocuită de o forma mentis similară. Pentru cei doi, activitatea artistică este un exercițiu al spiritului la un nivel superior. Ambii au pornit de la Natură și au trecut peste pariul anost pe care l-au făcut de a concura cu ea. Eugen Crăciun a fost singura voce de atunci care s-a opus unui clișeu viguros de receptare, care s-a perpetuat de altfel, până în posteritate.
Afilierea lui Steriadi printre artiștii expozanți ai Artei române a fost văzută contradictoriu. El a fost perceput de unii ca un personaj neconturat, fiind „... cel mai puțin personal dintre expozanți...”, iar alții l-au privit ca un static neevoluat: „... Jean Steriadi domină pontifical, cu peisajele sale, calme, tradiționale discret de oneste”. În fapt, prin căutarea experienței de tip impresionist pe care pictorul și-a asumat-o, acesta a tulburat contextul oferit de Societatea Arta română.  Scopul acesteia era promovarea valorilor naționale folosind mijloacele de cercetare în domeniul folcloric și etnografic. Contextul istoric nou prin care România devenise un stat unitar, cerea o artă cu rădăcini tradiționale adevărate, care să genereze pe termen lung o soliditate națională.
Desigur că majoritatea societarilor Artei române nu au renunțat la opțiunile stilistice proprii, excepție făcând Ion Theodorescu-Sion.  Pentru ei, faptul de a include în lucrările lor a unui element tradițional venea ca un pretext al viziunilor personale de tip decorativ, totul petrecându-se cu o exaltare a unei monumentalității hieratice și a unei candori a desenului - vezi Nicolae Tonitza, Camil Ressu, Dumitru Ghiață, Ștefan Dimitrescu sau Marius Bunescu.  Sunt de remarcat precizările pe care le-a făcut Tudor Arghezi, un vajnic și entuziast sprijinitor al societății:
„... Oricât ar încerca « Arta română » [...] să afișeze o revoluție picturală, atitudinea ei rămâne ponderală și rolul ei ponderativ. E un fel de senat al politicii picturale, o autoritate care domină toate mișcările dezmățate ale revoluționarilor izolați. La « Arta română » există o viziune nouă, dar, în același timp, un aspect al tradiției și al echilibrului sănătos. Toate îndrăznelile sunt disciplinate în limitele unui desen care poate să fie sintetizator, dar care păstrează, tocmai prin aceasta, caracterul lui disciplinator.”
----- Tudor Arghezi: „Arta Română", în Pensula și dalta, pag. 155
Prin comparație, pictura lui Steriadi cu „uleiurile sale cu o tehnică de acuarelă" și a lui Nicolae Dărăscu, face notă discordantă, fapt semnalat de cronica de artă: „... A pictat și d-sa [Steriadi, n.r.] vederi de la Balcic, dar nu s-a lăsat impresionat de acea tendință de a face cu orice preț orientalism truculent; d. Steriadi a văzut Coasta de Azur cu ochii săi de artist occidental". Ca urmare, au apărut în critica de artă clasificările. Victor Ion Popa a vorbit despre „pictura d-lor Șirato, Pallady, Steriadi și Dărăscu” ca apartenență a unei școli străine, pe când artiștii „Theodorescu-Sion, Ștefan Dimitrescu, Tonitza și oarecum Cornescu...  au pornit să stabilească definitiv o pictură românească... prin introducerea în operă a unor elemente naționale”. Bineînțeles că Pallady a fost clasificat eronat ca fiind în prima categorie, deoarece asceza de tip bizantin făcea deja parte integrantă a operei sale.
Jean Alexandru Steriadi a realizat cotitura către o sinteză personală în anul 1930, moment în care Alexandru Busuioceanu a făcut o clasificare similară celei a lui Victor Ion Popa, cu mici modificări: „... În sălile pictorilor două grupe mari puteau fi deosebite [...] una a impresioniștilor și coloriștilor — Pallady, Petrașcu, Steriadi, Dărăscu, Bunescu, Șirato, Ștefan Dimitrescu, Tonitza — cealaltă prezentând laolaltă pe artiștii cu expresia mai mult lineară — Iser, Cuțescu-Storck, Ressu, Theodorescu-Sion, Sabin Popp, Popea, Olga Greceanu”. Se vede astfel trecerea dintr-o tabără în alta, fapt care indică realitatea că valorile impresioniste au câștigat cu timpul mai mulți adepți. Oricum polemica din anul 1930 avea deja alte nuanțe, deoarece Societatea Arta română era deja domeniul trecutului (se dizolvase în 1924), doar cu o încercare de revigorare în anul 1928.

### Expoziția personală din anul 1933
În anul 1933, artistul a celebrat trei decenii de când a participat pentru prima oară la o expoziție a Tinerimii artistice. Ca atare, a organizat o expoziție personală la Sala Dalles în noiembrie 1933. Cum poetul și criticul de artă Adrian Maniu era el însuși „... spiritual primul [...] bizantinizant, precursor cu un deceniu al lui Lucian Blaga" și s-a afirmat împreună cu grupul care folosea „... pictura caligrafică, întemeiată mai cu seamă pe contururi și invenții de atitudini ceremoniale, redusă de cele mai multe ori la desen", a spus în anul 1932 că Steriadi era cel mai talentat pictor al generației sale.
Ultima expoziție personală a artistului român avusese loc cu doisprezece ani în urmă și majoritatea manifestărilor de acest tip pe care le-a făcut aveau un caracter doar parțial restropectiv, astfel încât în anul 1933, așa cum a opinat George Oprescu, evenimentul de la Dalles s-a constituit o apariție de așezare a lui Steriadi în atenția consumatorilor de artă după o lungă absență, chiar dacă a mai participat sporadic la alte expoziții de grup. George Oprescu a făcut cu această ocazie un portret al artistului:
„... [Steriadi era] ... printre cei care se destină artei în România, nu cred să fie unul care, mai sârguitor ca acest pictor plin de talent și de gust, să fi studiat pe marii maeștri[...] cu sinceritate, cu înțelegere, cu profit și, mai ales, cu modestie [...]. Niciodată mulțumit de ce face, obiectiv și pătrunzător, chiar operele care încîntau pe prieteni, el nu le considera decât ca o etapă în atingerea unui ideal mult mai ridicat”.
În contextul polemicii față de pictura impresionistă și de neînțelegere a ei din acea perioadă, dat fiind că Steriadi a pictat în acel an împreună cu Lucian Grigorescu în sudul Franței, la Cassis, artistul a simțit nevoia folosirii unei tehnici mai radicale. Adrian Maniu a considerat că pictorul purta în sine tinerețea creatoare a culturii clasice care-i deschidea calea unor realizări cu o spontaneitate atât de rar găsită-n artă. S-au găsit și opinii contrare, așa cum au fost cele ale lui Radu Boureanu care a concluzionat că Steriadi a folosit impresii rezultate din maniere deja uzitate, ce țineau de apanajul debutanților. Oscar Han, cunoscut pentru adversitatea sa fața de Steriadi, l-a admonestat spunând că arta pictorului era una de agrement, dar impregnată cu distincție. În mod general, artistul era receptat ca o personalitate convențională de care se loveau mai toți, dar nimeni nu știa de ce erau obligați să-l amintească. Posteritatea și-a făcut datoria: George Oprescu l-a menționat, Ion Frunzetti la fel, iar Radu Bogdan l-a considerat ca fiind „... pe treptele conștiinței, Steriadi și-a aflat undeva ierarhia cuvenită, nițel după Tonitza, puțin înaintea lui Ressu, oricum după Petrașcu și Pallady, pentru unii chiar și după Șirato, eventual în rând, deși nemărturisit, cu Iser, sigur cu Dărăscu”.

### Steriadi șiAsociația Arta

#### Asociația Arta
Înființată în anul 1937, Asociația Arta a avut alte motivații de înființare prin comparație cu întreaga pleiadă de societăți artistice care luseră ființă până atunci, în România. Societarii ei nu mai făceau parte din rândul tinerelor talente care aveau nevoie de un sprijin bazat pe reciprocitate, pentru afirmare. Membrii organizației nu făceau parte nici din rândul așa numiților artiști nedreptățiți ce erau afiliați altor societăți existente, ci erau pictori consacrați, în plină maturitate artistică. Inițial, asociația a fost formată din Iosif Iser, Nicolae Dărăscu, Ștefan Popescu, Gheorghe Petrașcu, Eustațiu Stoenescu și Jean Alexandru Steriadi. La aceștia s-au alipit mai târziu Lucian Grigorescu, Henri Catargi, Ion Jalea, Camil Ressu și Alexandru Padina.

Fondatorii Asociației Arta
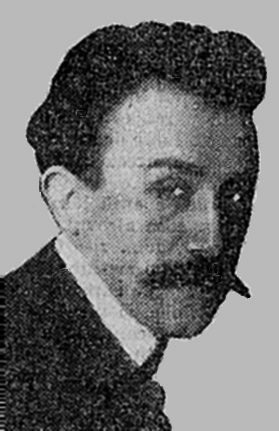
Ștefan Popescu
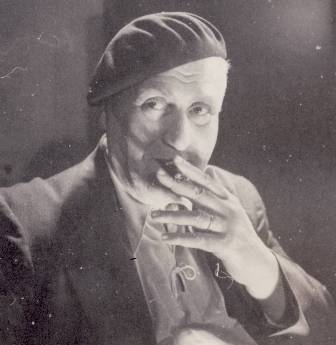
Iosif Iser
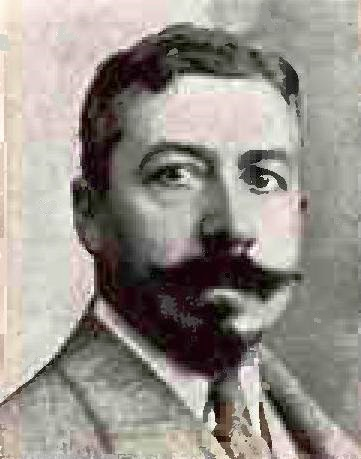
Gheorghe Petrașcu
Eustațiu Stoenescu Ajutați Wikipedia și găsiți imaginea
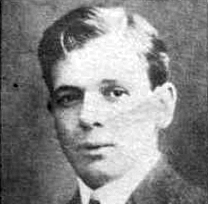
Nicolae Dărăscu
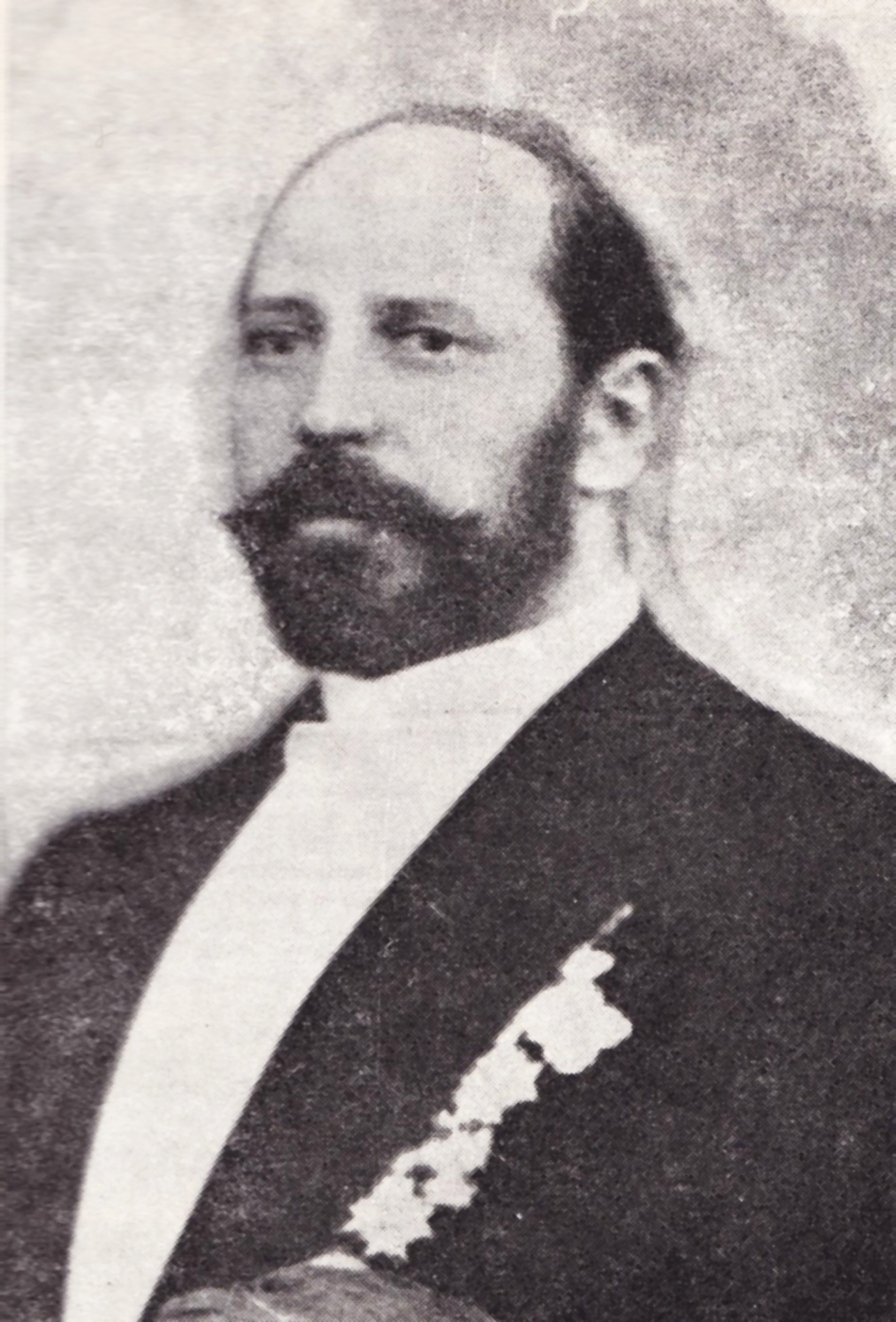
Jean Alexandru Steriadi

Înființarea asociației a avut ca imbold principal dorința celor mai buni artiști existenți la acel moment în arta românească de a fi prezenți într-o competiție anuală cu caracter stimulativ, demnă de ei și de cea mai înaltă ținută artistică, astfel încât care să fie un exemplu pentru toți cei care făceau parte din această profesie.

#### Steriadi - cofondator alAsociației Arta
Prin participarea lui Steriadi la fondarea Asociației Arta, se pot vedea ideile care-l animau în privința valorilor și a conșiinței de sine a omului de cultură. Prin disciplina spirituală de care a dat dovadă, omul Steriadi s-a ridicat deasupra deșertăciunilor și a demonstrat că prin omogenitatea unui corp cultural suplu – astfel cum erau cofondatorii organizației, valorile ieșeau în evidență nu atât prin unicitatea lor cât printr-o participare la manifestările culturale ale unui organism viu, existent în arta plastică românească. În acest sens, Tache Soroceanu a afirmat că expozițiile asociației s-au constituit în evenimente culturale aflate la cel mai înalt nivel artistic, lucru care se întâlnește îndeobște doar în sălile special amenajate ale unui muzeu. Astfel, fondatorii Asociației Arta au adus o dovadă a existenței în România a unei conștiințe istorice ce a dus la animarea culturii naționale, cultură care s-a maturizat într-un ritm alert în anii de după Primul Război Mondial. Asociația Arta a fost un fenomen care s-a manifestat tocmai datorită unei conciziuni remarcabile și a unei viteze de manifestare a membrilor care au ajuns, practic, să-și trăiască propria clasicitate prin dubla ipostază de întemeietori și stabilizatori. Prin participarea la evenimentele asociației, fondatorii doreau parcă o verificare a propriilor puteri înaintea intrării în posteritate.
Conform spuselor istoricului de artă George Oprescu, Jean Alexandru Steriadi a adus la Asociația Arta o notă de distincție și de spiritualitate care era deja cunoscută de către publicul amator de artă, el fiind capabil să execute orice gen cu mare lejeritate. Virtuozitatea lui Steriadi a fost remarcată și de către Alexandru Busuioceanu, care a fost impresionat ca și Oprescu, de stilul vaporos ce ducea spre maniera acuarelei pe care artistul o afișa uneori cu totul intempestiv, trecând adesea la stilul puternic de folosire a unei materii păstoase pline de energie.
Desigur că Steriadi nu a avut doar comentatori elogioși, a avut și detractori așa cum a fost Ion I. Mirea. Acesta l-a criticat pe Steriadi laolaltă cu Ștefan Popescu, spunând că renumele lor ar ține mai mult de venerabilitatea trecutului decât de o necesitate organică a actualității. Afirmațiile lui Mirea au fost desigur exagerate, în primul rând din cauză că a apropiat calitativ operele celor doi artiști, știindu-se că pictura lui Popescu era una de natură ilustrativă, cu tendințe de  folosire a ondulațiilor emotive ce duc spre o interpretare mai degrabă literară și poetică, decât spre una plastică.

### Steriadi și relația cu opera lui Andreescu
Relația sau influența picturii lui Ion Andreescu în opera lui Steriadi pare că s-a declanșat încă din copilăria artistului, în casa părintească. După cum se știe, Tinerimea artistică a organizat o retrospectivă în anul 1910 a operei lui Andreescu, ocazie cu care au fost expuse lucrările cele mai importante ale acestuia – Iarna în pădure, Stâncile de la Apremont, Natură moartă cu coș, șervet și legume și Țărancă din profil. În acel an întreaga mișcare artistică era încă sub puternica influență a lui Nicolae Grigorescu. După afirmațiile istoricului Călin Dan, pare că Steriadi ar fi avut principala inițiativă în demersul retrospectiv, pe fondul spiritului neconformist de natură justițiară ce-l caracteriza.

Natură moartă cu crap și legume - de Jean Steriadi
Ajutați Wikipedia
și găsiți imaginea

De abia după un deceniu, în anul 1920, au apărut notele critice ale lui Eugen Crăciun și ale lui Adrian Maniu, cei care au relevat legătura directă dintre opera lui Andreescu și cea a lui Steriadi. Călin Dan a opinat că influența descoperită de comentatorii artistului din acea perioadă ar fi rezultată mai degrabă dintr-o comunicare profundă dusă la nivelul structurilor mentale, decât la nivelul unei aparențe plastice. Tot Călin Dan a mai afirmat că Steriadi ar fi avut o relație pur personală cu opera andreesciană, deoarece a studiat-o îndelung și efectele se văd în pictura artistului din anii 20 și 30 ai secolului al XX-lea. În opinia istoricului, soluțiile trăite și rezolvate într-un mod intuitiv de către Andreescu ar fi fost receptate de către Steriadi ca referințe de artă universală. În timp ce Natura moartă cu coș indică o evoluție a lui Andreescu spre zona postimpresionistă, ea fiind o lucrare orientată într-un mod clar spre cézannism, Jean Steriadi a demonstrat prin opera sa o radicalizare a opțiunii impresioniste, prin deschiderea paletei și prin adoptarea unei viteze de execuție care a dus rapid la epuizarea motivului, în doar o ședință de lucru.
Ținând cont de eșafodajul criticii elaborate de Călin Dan, acesta a afirmat în continuare că peisajele și mai ales naturile statice pe care le-a realizat Steriadi afișează o dominantă cromatică rece și o consistență a formei, care duc la detașări carteziene în beatitudinea impresionistă. Se vede în mod clar că solaritatea picturii lui Steriadi este similară ca logică cu pământitatea andreesciană. Se poate observa ritmicitatea cu care Steriadi a apelat la pictura lui Andreescu. Aceasta are o desfășurare în timp în mai toată evoluția plastică a artistului, în conformitate cu concepția contrapunctului. Astfel, se constată că într-o perioadă în care tematica Balcicului era dominantă, Steriadi a realizat Natură moartă cu crap și legume în care planul secund al acesteia glosează pictura lui Andreescu. Similar, în peisajele cu tematică urbană realizate în anii 40 se regăsește o încremenire de natură melancolică a luminii, în pofida solarității afișate. Modelele andreesciene au fost ingerate printr-o excludere accentuată a suspiciunii epigonismului, totul funcționând asemenea unui sistem referențial, integrat într-o acțiune perpetuă de alternare a temperanței și a îndrăznelilor.
Steriadi s-a constituit într-un artist plastic de natură reflexivă, în ciuda aparenței joviale. Factura realizărilor artistice ascunde adesea șovăiala, revenirea și o stare aparentă de neliniște. De aceea, cronicarii acelor timpuri l-au caracterizat ca fiind un eclectic, fapt care este doar o aparență, pulsațiile operei sale ținând de o pedagogie a văzului nedisimulată.

## Steriadi - muzeograf
Jean Alexandru Steriadi și-a început activitatea de muzeograf în anul 1909, când a preluat funcția de custode al Muzeului Aman din București de la Dimitrie Paciurea. Paciurea era în acel moment profesor cu titlul provizoriu la Școala de Belle-Arte - catedra de sculptură. Acesta preluase la rândul său funcția de la Ștefan Octavian Iosif în anul 1904.
Cu ocazia deschiderii oficiale muzeului din data de 16 iunie 1908, Alexandru Tzigara-Samurcaș împreună cu Ana Aman, soția pictorului defunct,  au amenajat muzeul sub un aspect interior și exterior care există și în ziua de astăzi. Așa cum a menționat istoricul Călin Dan „... meritele lui Steriadi s-au redus la ceea ce s-ar numi „relația cu publicul”.
O dată cu decesul lui Ioan Kalinderu din data 11 decembrie 1913, rezolvarea succesiunii a făcut ca statul să preia Muzeul Kalinderu în anul 1915. În același an Steriadi a fost numit la conducerea muzeului, funcție pe care a deținut-o până la ziua pensionării sale din anul 1949. Funcția în sine era o sinecură și muzeul un bazar cu obiecte fără valoare. Kalinderu a achiziționat lucrări de Constantin Artachino, Nicolae Vermont, Ipolit Strâmbu, Kimon Loghi, George Demetrescu Mirea, Dimitrie Serafim, Ștefan Popescu, Gheorghe Petrașcu, Steriadi, George Mărculescu și Costin Petrescu. Pictura românească veche era reprezentată de lucrările lui Constantin Rosenthal, Mihail Lapaty, Gheorghe Tattarescu, Aman, Sava Henția. Muzeul avea și câteva lucrări de tinerețe și nu numai, realizate de Nicolae Grigorescu, plus o Femeie în repaus de Ion Andreescu precum și altele. Existau și lucrări de artă universală, majoritatea având atribuiri abracadabrante. Se pot reține totuși câteva nume: un Efect de iarnă de Max Liebermann, un Faun de Franz von Stuck, O femeie citind de Fritz von Uhde. Din domeniul sculpturii câteva replici după Rodin, Cellini și Barye.

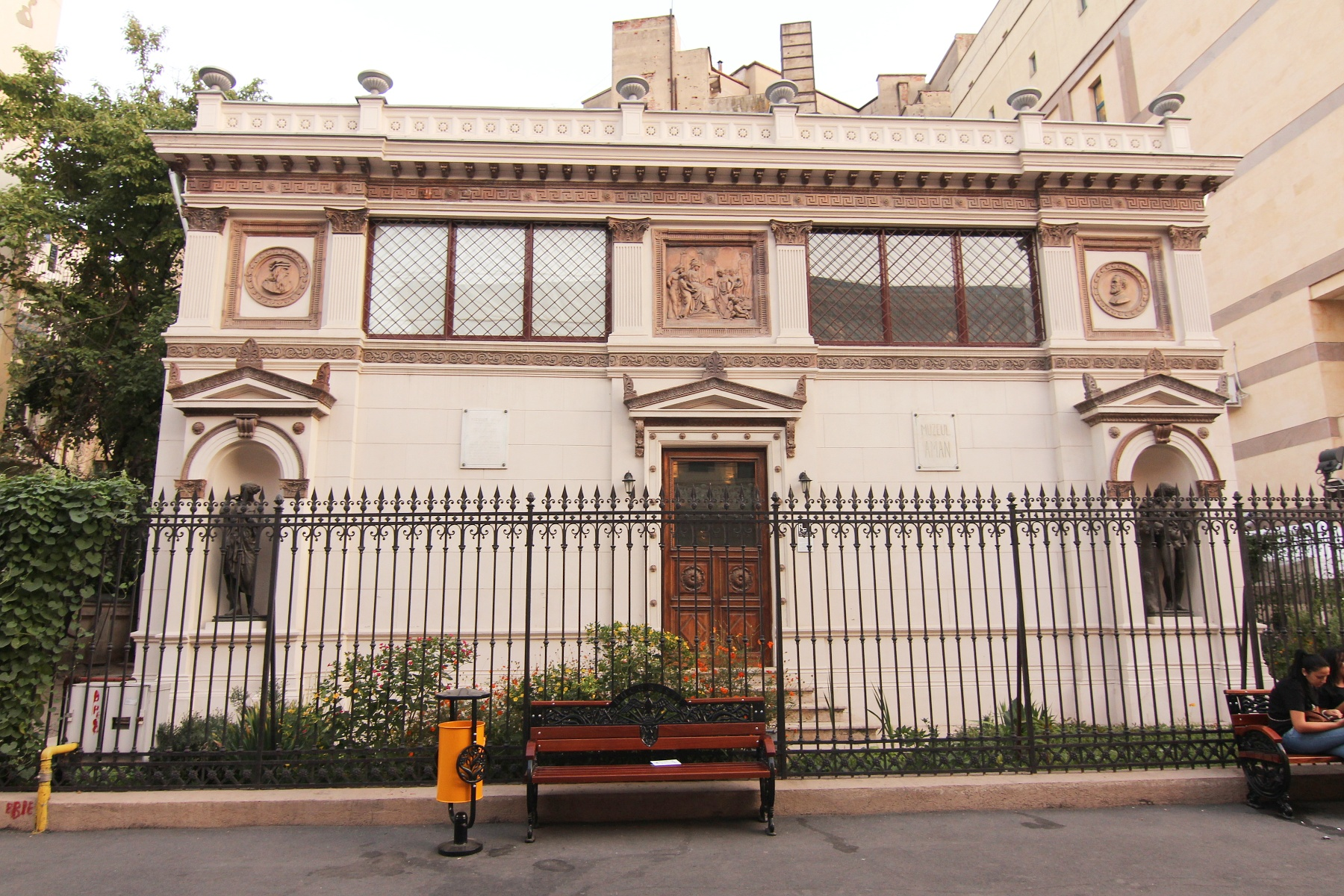
Muzeul „Theodor Aman”

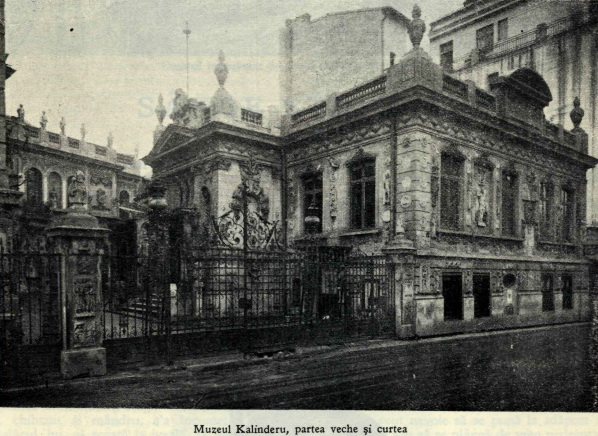
Muzeul Kalinderu

Ținând cont de inventarul pe care l-a avut la dispoziție, Steriadi în calitate de director a decis să folosească instituția ca pe o platformă pentru organizarea de manifestări culturale externe. Ca atare, el a înființat în anul 1916 Societatea „Graphica” – pentru încurajarea și răspândirea gravurii artistice, împreună cu H. Fisher-Galați și Ioan Cantacuzino. Statutul societății era similar tuturor organizațiilor artistice ale timpului. „Graphica” urma să încurajeze producția de gravură și să educe publicul în vederea vânzărilor viitoare a unor astfel de lucrări. În acest fel, Steriadi a găsit oportunitatea de a organiza incursiuni retrospective. Cum artistul era și președintele în funcție a Tinerimii artistice, el a oferit în localul societății câte o gravură realizată între secolele XV și XX și semnate de la Martin Schongauer și Albrecht Dürer, până la Eugène Carrière. În acest fel s-a constatat pe viu că publicul era total nepregătit, el confundând gravurile cu reproducerile tipografice. Remarcabilă a fost aderarea la organizație a lui Constantin Ionescu-Mihăești, Alexandru Slătineanu, Dumitru Brătianu, Ion Pillat sau Gheorghe Balș. Ca urmare, Steriadi a eliberat câteva dintre sălile Muzeului Kalinderu și le-a dat o nouă destinație - expoziții permanente de grafică. Într-un interviu și-a exprimat intenția de a organiza o expoziție cu gravuri realizate de peregrinii străini prin Țările Române, ce se aflau în Colecția de Stampe a Academiei Române.
Toate planurile pe care și le-a făcut Steriadi au eșuat din cauza declanșării primului război mondial. După terminarea conflagrației mondiale, Societatea „Graphica” s-a reactivat și a patronat expoziția cu gravuri a pictorului Horațiu Dumitriu. Muzeul Kalinderu a găzduit în anul 1923 expoziția intitulată Portretul în gravura franceză a secolelor XVI-XX. Cu acestă ocazie, istoricul de artă Henri Focillon a ținut o prelegere având sprijinul lui George Oprescu. Imediat după închiderea expoziției, Societatea „Graphica” s-a dizolvat din motive rămase încă necunoscute. George Oprescu care era directorul Muzeului Toma Stelian l-a încurajat permanent pe Steriadi în toate demersurile artistice pe care le-a întreprins. Ca atare, Steriadi a participat ca expert și co-organizator la următoarele manifestări care s-au organizat la muzeul condus de Oprescu:
- Desenul francez în secolele al XIX-lea și al XX-lea (în colaborare cu istoricul de artă, Louis Hautecoeur — 1930);
- Desenul italian în secolele XVI—XIX (1932);
- Artiștii francezi inspirați de Africa (1933);
- Arta italiană contemporană, Desenul și gravura engleză, secolele XVIII—XX (1935);
- Arta daneză contemporană (1937);
- Portretul francez în desen și gravură (sec. XVI—XIX);
- Gravura cartea ilustrată germană (secolele XV—XV/).[118]

Jean Alexandru Steriadi a organizat în anul 1934 în Sala „Universul" retrospectiva Ștefan Luchian. În anul 1938, Virgil Cioflec împreună cu Steriadi au organizat la Sala Dalles marea expoziție centenară dedicată lui Nicolae Grigorescu. Manifestarea a fost un adevărat succes, ea întrunind 153 de lucrări în ulei și 22 de grafică. Modul de expunere pe simeze s-a dorit o cronologie a operei. S-a scos pentru public și un catalog al expoziției. În prefața catalogului, Virgil Cioflec a adus mulțumiri lui Steriadi: „... Fără colaborarea devotată a pictorului J. Al. Steriadi, cu greu o asemenea delicată întreprindere ar fi fost posibilă.”

## Steriadi - profesor

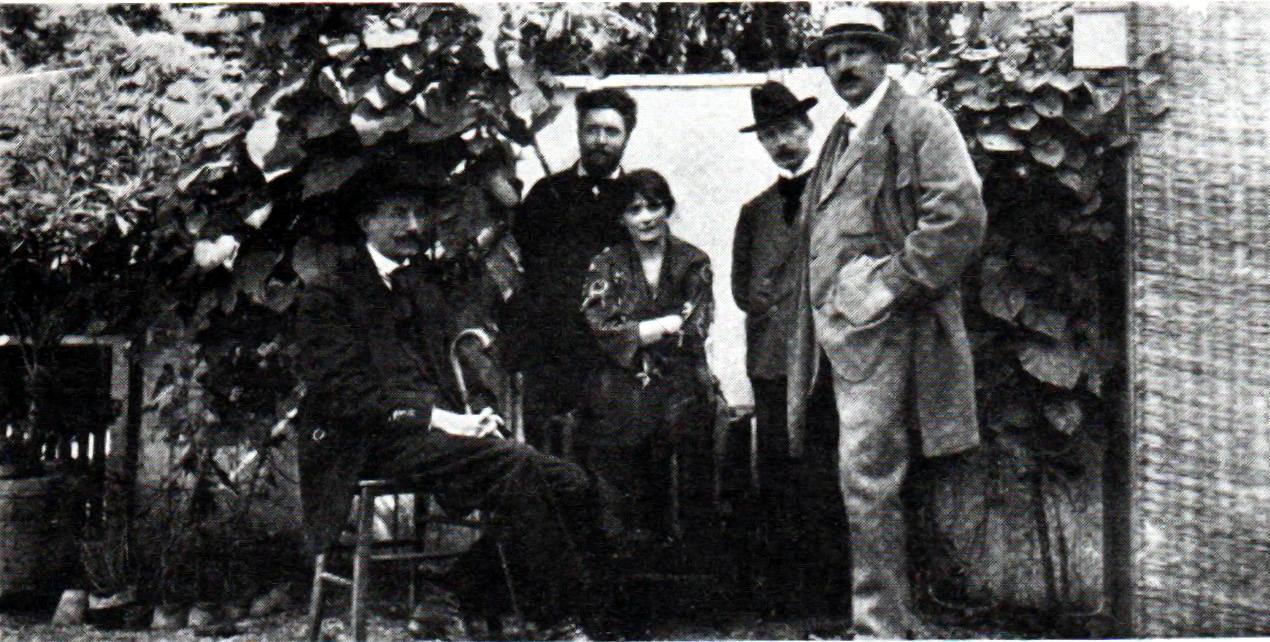
Ștefan Popescu, Mișu Teișanu cu soția, Dimitrie Paciurea, Jean Steriadi

Încă de la sosirea sa în România de la studiile pe care le-a făcut la Paris, Jean Alexandru Steriadi a avut obsesia unui demers de tip pedagogic. În anul 1908, artistul a participat la un concurs pentru ocuparea catedrei de desen de la Școala de Belle Arte din București. Rezultat a fost un eșec, deoarece postul a fost ocupat de V. Costin. În anul 1920, Steriadi a fost cofondatorul grupării intitulate „Studio”, ce era un fel de școală populară de artă. Gruparea avea ca principală activitate educarea publicului prin conferințe și cursuri practice atât în artele vizuale, cât și în balet, muzică, etc.
Steriadi împreună cu Gheorghe Petrașcu și Arthur Verona au înființat în anul 1921 „Academia liberă de pictură", iar în perioada 1924-1928 a făcut parte din grupul de profesori ai „Academiei de arte decorative”. Similar profesorilor săi din München a avut o școală particulară care a ființat în atelierul pe care-l avea în clădirea Muzeului Kalinderu.
În anul 1928 a devenit profesor al catedrei de pictură din cadrul Școlii de arte frumoase din București. Din anul 1944 până la pensionarea sa din anul 1949, a îndeplinit funcția de rector al școlii. După pensionare, în anul 1951 a fost rechemat să îndeplinească funcția de profesor al catedrei de litografie.
În 1948 a fost ales membru titular al Academiei Române.
În ziua de 13 iulie 1907, Jean Steriadi s-a logodit cu Nora Condrus și pe data de 13 septembrie s-a oficiat căsătoria. În anul 1948 Nora a decedat și ca urmare Steriadi s-a recăsătorit cu Laetiția Constanța Lucasievici.

## Premii

### Premiul național de pictură (1930)
În momentul 1928, Steriadi se afla pe culmile maturității sale artistice. Opera lui a cunoscut de-a lungul timpului succes de public, a avut admiratori fideli și pictorul a avut satisfacții materiale. În anul 1930, artistul a primit Premiul național de pictură și în mod implicit o recunoaștere oficială a întregii activități pe tărâmul artelor de-a lungul unui parcurs de treizeci de ani.

#### Reacții de presă
Reacțiile cronicii de presă la acordarea Premiului național de pictură lui Jean Alexandru Steriadi au fost destul de abigue. Elocvent este comentariul lui Aurel D. Broșteanu prin care se descrie izolarea lui Steriadi în contextul general al artei interbelice din România:
„... Pictorul Steriadi face parte dintr-o generație de mult depășită [...] artă de nuanțe subtile, de fluidități aeriene, modulații discrete [...] Premiul național încoronează o carieră fără zgomot, o personalitate izolată”.
Nicolae Tonitza a împrăștiat epitete malițioase: „... Breasla pictoricească a aplaudat cu sinceră bucurie acest triumf al unuia din cei mai inteligenți, mai afabili și mai supli confrați.” Henri Blazian a fost unicul ce a adus elemente noi în discuție: „... Opera pictorului Steriadi, ca toate inițiativele pe care le-a animat constituie mai presus de toate o constantă și sănătoasă îndrumare a spiritului noastru plastic.”

### Marele premiu „Hamangiu” al Academiei Române (1948)
În anul 1947, Jean Alexandru Steriadi a organizat ultima expoziție a Asociației Arta, eveniment care celebra o existență de un deceniu a organizației artistice, al cărei cofondator din anul 1937 era împreună cu Iosif Iser, Nicolae Dărăscu, Ștefan Popescu, Gheorghe Petrașcu, Eustațiu Stoenescu. La aceasta s-au alipit în decursul timpului și Lucian Grigorescu, Henri Catargi, Ion Jalea, Camil Ressu și Alexandru Padina. În anul imediat următor, Steriadi a obținut și recunoașterea Academiei Române prin primirea Marelui Premiu C. Hamangiu.

## Distincții
- Ordinul Muncii clasa I (4 februarie 1952) „pentru activitatea rodnică și merite deosebite pe tărâmul artistic”[125]
- titlul de Artist al Poporului din Republica Populară Romînă (26 august 1954) „pentru merite excepționale în domeniul dezvoltării artei”[126]

## In memoriam
- În memoria sa, o stradă din București îi poartă numele.[127]